# Jogos Olímpicos de Verão de 2016
Jogos Olímpicos de Verão de 2016, conhecidos oficialmente como Jogos da XXXI Olimpíada e popularmente como Rio 2016, foi um evento multiesportivo realizado no segundo semestre de 2016, na cidade do Rio de Janeiro, capital do estado homônimo, no Brasil. A escolha da sede foi feita durante a 121ª Sessão do Comitê Olímpico Internacional (COI), que aconteceu em Copenhague, Dinamarca, em 2 de outubro de 2009. Foram os primeiros Jogos Olímpicos de Verão sob a presidência de Thomas Bach e a oitava vez que o Brasil sediou um grande evento multiesportivo.
Foi a primeira edição dos Jogos Olímpicos sediados na América do Sul e a segunda na América Latina e nos trópicos, depois dos Jogos Olímpicos na Cidade do México em 1968. Foi ainda a quarta vez que os Jogos Olímpicos de Verão ocorreram em uma estação climática diferente (Sydney 2000 foi parcialmente no inverno e na primavera australiana, e Tóquio 1964 e Cidade do México 1968 no outono), mas a primeira que decorreram integralmente no inverno local. Pois os Jogos Rio 2016 ocorreram durante o inverno brasileiro, uma vez que a cidade localiza-se no hemisfério sul.
O evento decorreu no período de 3 a 21 de agosto de 2016 e as Paralimpíadas ocorreram entre 7 e 18 de setembro desse ano, na mesma cidade e com organização do mesmo comitê. O local de abertura e encerramento foi no Estádio do Maracanã, sendo a primeira vez, desde os Jogos Olímpicos de Verão de 1900 que a cerimônia de abertura aconteceu num local diferente de onde foram realizadas as competições de atletismo, e contou com a presença de diversas celebridades como a modelo Gisele Bündchen e os cantores Anitta, Gilberto Gil e Caetano Veloso. Realizaram-se 306 disputas de medalhas em 28 esportes divididos em 42 modalidades, duas a mais em relação aos Jogos Olímpicos de Verão de 2012. O Comitê Executivo do COI sugeriu as inclusões do rugby sevens e do golfe, que foram aprovados durante a 121ª Sessão.
Os Estados Unidos terminaram a competição na primeira colocação do quadro de medalhas pela sexta vez consecutiva, tendo a maioria das medalhas de ouro (46) e maior número de medalhas no geral (121). A Grã-Bretanha terminou em segundo e a China em terceiro. O Brasil ganhou 7 medalhas de ouro, e 19 no total, sendo o maior número de medalhas conquistadas pelo país na história das Olimpíadas, terminando em décimo terceiro lugar no ranking geral. Nesta edição dos Jogos os seguintes países tiveram a sua primeira medalha de ouro: Fiji, Kosovo, Porto Rico, Singapura, Tadjiquistão, Vietnã e para os Atletas Independentes, além do recorde de mil medalhas de ouro olímpicas para os Estados Unidos.

## Processo de candidatura

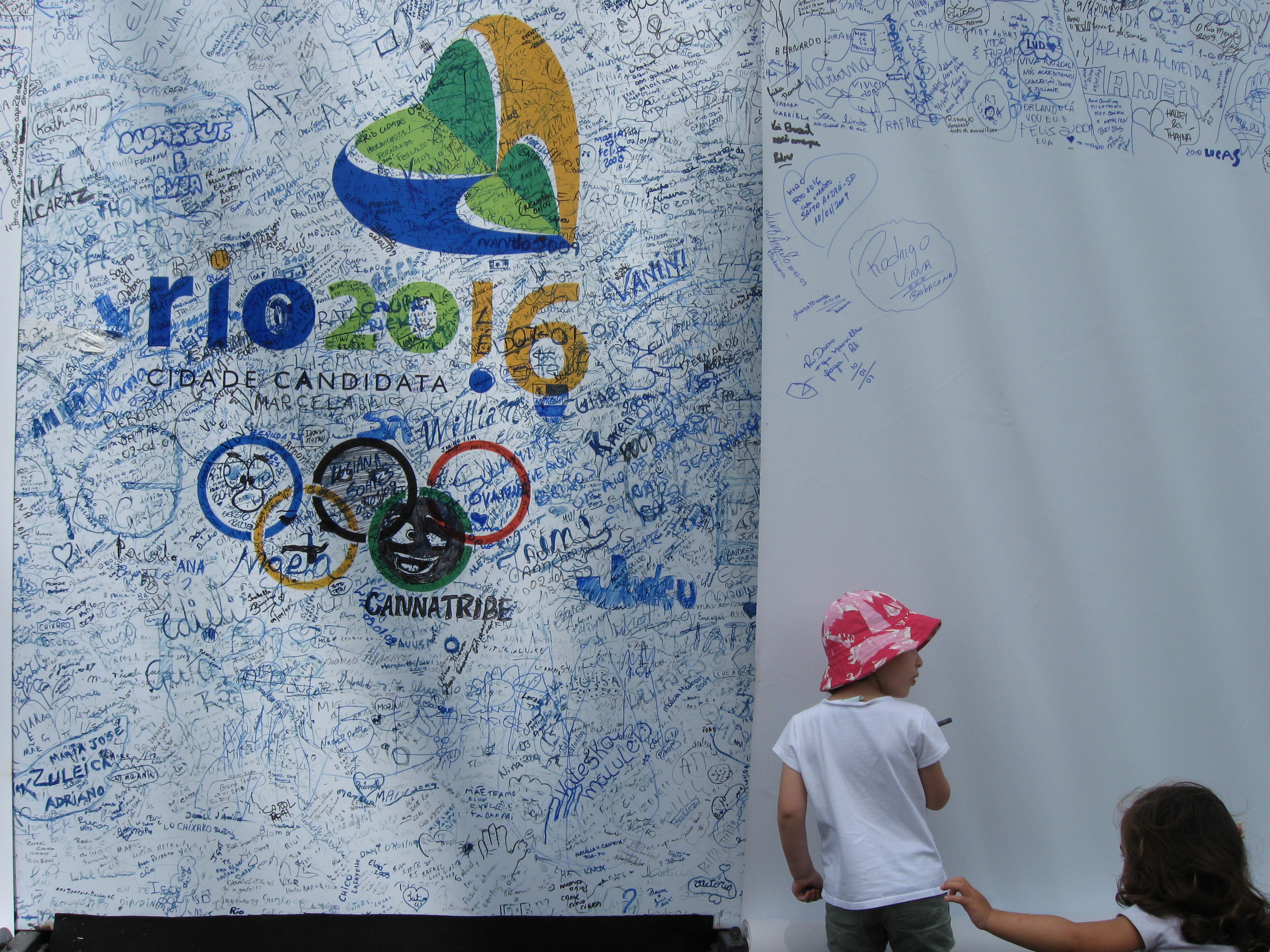
Uma menina acrescenta sua assinatura em apoio à candidatura do Rio de Janeiro.

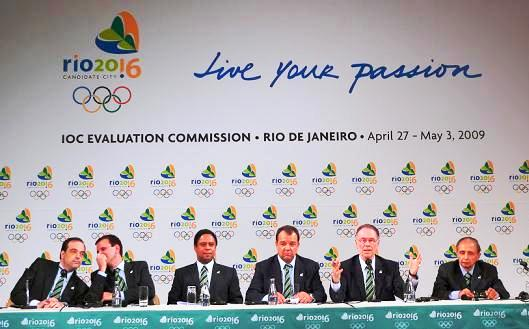
O Comitê Organizador dos Jogos Olímpicos e Paralímpicos Rio 2016, liderado por Carlos Arthur Nuzman, em uma conferência de imprensa.

O processo de eleição da cidade-sede dos Jogos Olímpicos de Verão de 2016 ocorreu entre 2007 e 2009 e contou com a participação de sete cidades de três continentes. Outras ainda planejaram participar do processo, mas não se inscreveram. Em 13 de setembro de 2007 encerrou-se o prazo de inscrições. Duas cidades da América (Chicago e Rio de Janeiro), duas da Ásia (Doha e Tóquio) e três da Europa (Baku, Madri e Praga) oficializaram a postulação. Em 4 de junho de 2008 o Comitê Olímpico Internacional (COI) revelou o resultado das avaliações preliminares das sete cidades postulantes, eliminando Baku, Praga, Doha e tornando as quatro restantes em cidades candidatas: Rio de Janeiro, Madrid, Tóquio e Chicago.
A segunda fase começou com o Programa de Observação dos Jogos Olímpicos de Verão de 2008, em Pequim. Depois de elaborar o seu livro de candidatura e receber a visita da Comissão Avaliadora do Comitê Olímpico Internacional, as cidades agora candidatas participaram, em junho, de um encontro, promovido pela primeira vez na história, com os membros do COI, que elegeriam a cidade-sede dos Jogos de 2016.
Em setembro de 2009, a Comissão Avaliadora divulgou o relatório com suas impressões sobre os projetos finalistas. Tóquio, a cidade que teve a nota preliminar mais alta, perdeu o favoritismo, principalmente devido aos baixos níveis de apoio popular que a candidatura recebia. Chicago sofreu com protestos da população contra os previstos gastos públicos para a preparação da cidade em meio a maior crise econômica mundial em décadas. A candidatura de Madrid teve o projeto mais criticado, principalmente por causa da falta de clareza das leis antidoping da Espanha e da estrutura organizacional do comitê local. As críticas fizeram os representantes da candidatura fazerem mudanças drásticas em pouquíssimo tempo, e, mesmo com o prefeito Alberto Ruiz-Gallardón já admitindo a derrota, o Parlamento Espanhol aprovou a alteração nas leis antidoping do país poucos dias antes da votação. O Rio de Janeiro, apesar de ter tido boas notas, teve problemas com a acomodação e os transportes. As avaliações foram consideradas equilibradas, não sendo possível até então apontar alguma cidade como favorita, nem pelo presidente do COI, Jacques Rogge, nem pelos membros da entidade, que tinham o direito de escolher a vencedora.

### Eleição

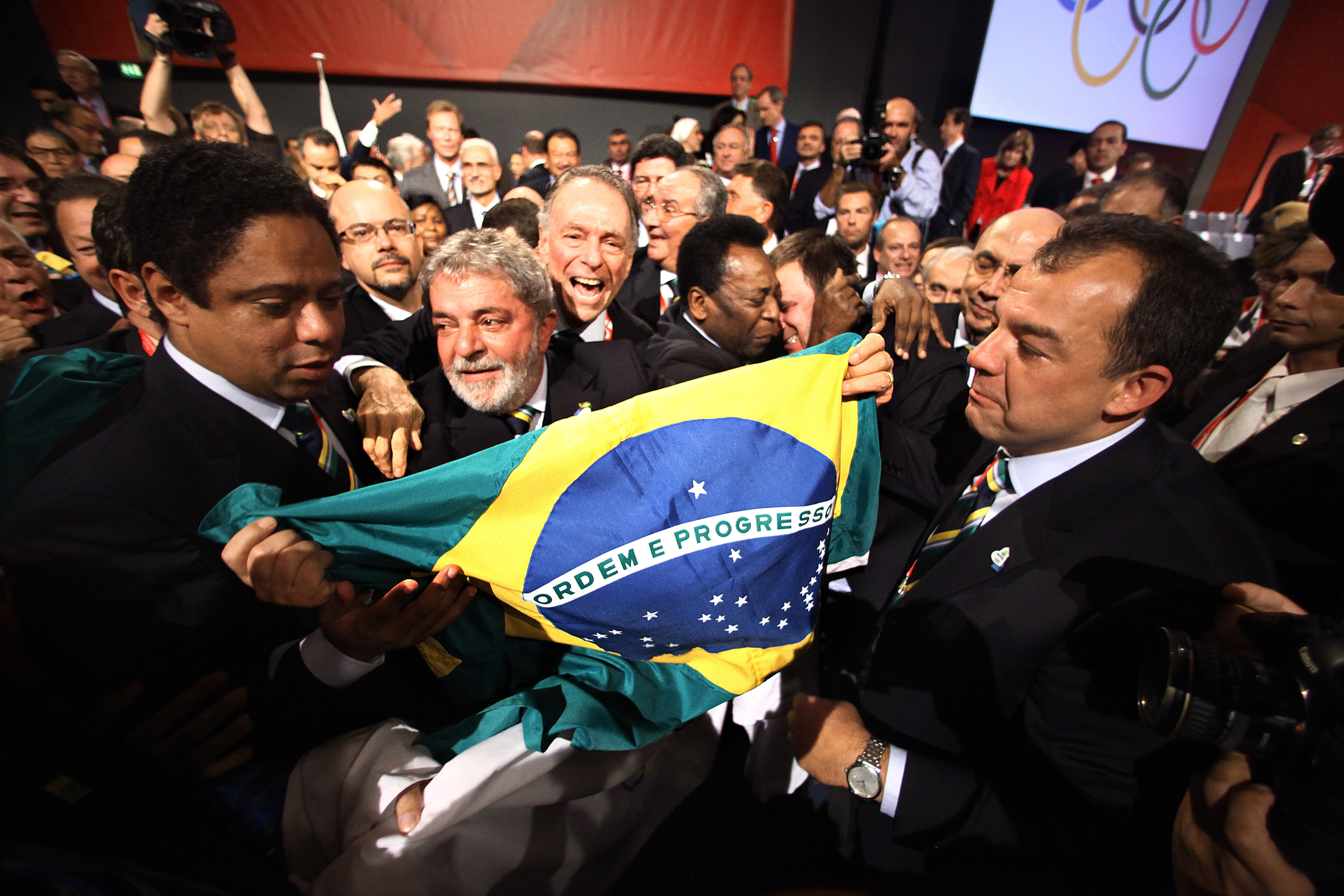
O então presidente Luiz Inácio Lula da Silva e membros da delegação brasileira comemoram a escolha do Rio de Janeiro.

O processo de eleição da cidade-sede dos Jogos Olímpicos de Verão de 2016 ocorreu entre 2007 e 2009 e contou com a participação de sete cidades de três continentes. Outras ainda planejaram participar do processo, mas não se inscreveram.
Em 13 de setembro de 2007 encerrou-se o prazo de inscrições. Duas cidades da América (Chicago e Rio de Janeiro), duas da Ásia (Doha e Tóquio) e três da Europa (Baku, Madri e Praga) oficializaram a postulação. Em junho de 2008, o Comitê Olímpico Internacional escolheu, baseado no relatório do Grupo de Trabalho designado para analisar os sete projetos, as quatro cidades que se tornariam finalistas: Chicago, nos Estados Unidos, Tóquio, no Japão, Rio de Janeiro, no Brasil, e Madri, na Espanha.
A cidade-sede dos Jogos Olímpicos e Paralímpicos de Verão de 2016 foi escolhida em 2 de outubro de 2009, em Copenhague, na Dinamarca, em votação durante a 121ª Sessão do Comitê Olímpico Internacional. Após as eliminações de Chicago e Tóquio, Madri e Rio de Janeiro chegaram à final, sendo que a vencedora foi eleita por maioria dos votos.
| 121ª Sessão Comitê Olímpico Internacional 2 de outubro de 2009, no Bella Center, Copenhague, Dinamarca. |                |           |           |           |
| Cidade                                                                                                  | Nação          | 1ª Rodada | 2ª Rodada | 3ª Rodada |
| Rio de Janeiro                                                                                          | Brasil         | 26        | 46        | 66        |
| Madri                                                                                                   | Espanha        | 28        | 29        | 32        |
| Tóquio                                                                                                  | Japão          | 22        | 20        | —         |
| Chicago                                                                                                 | Estados Unidos | 18        | —         | —         |

## Preparação

Mapa dos locais de competição

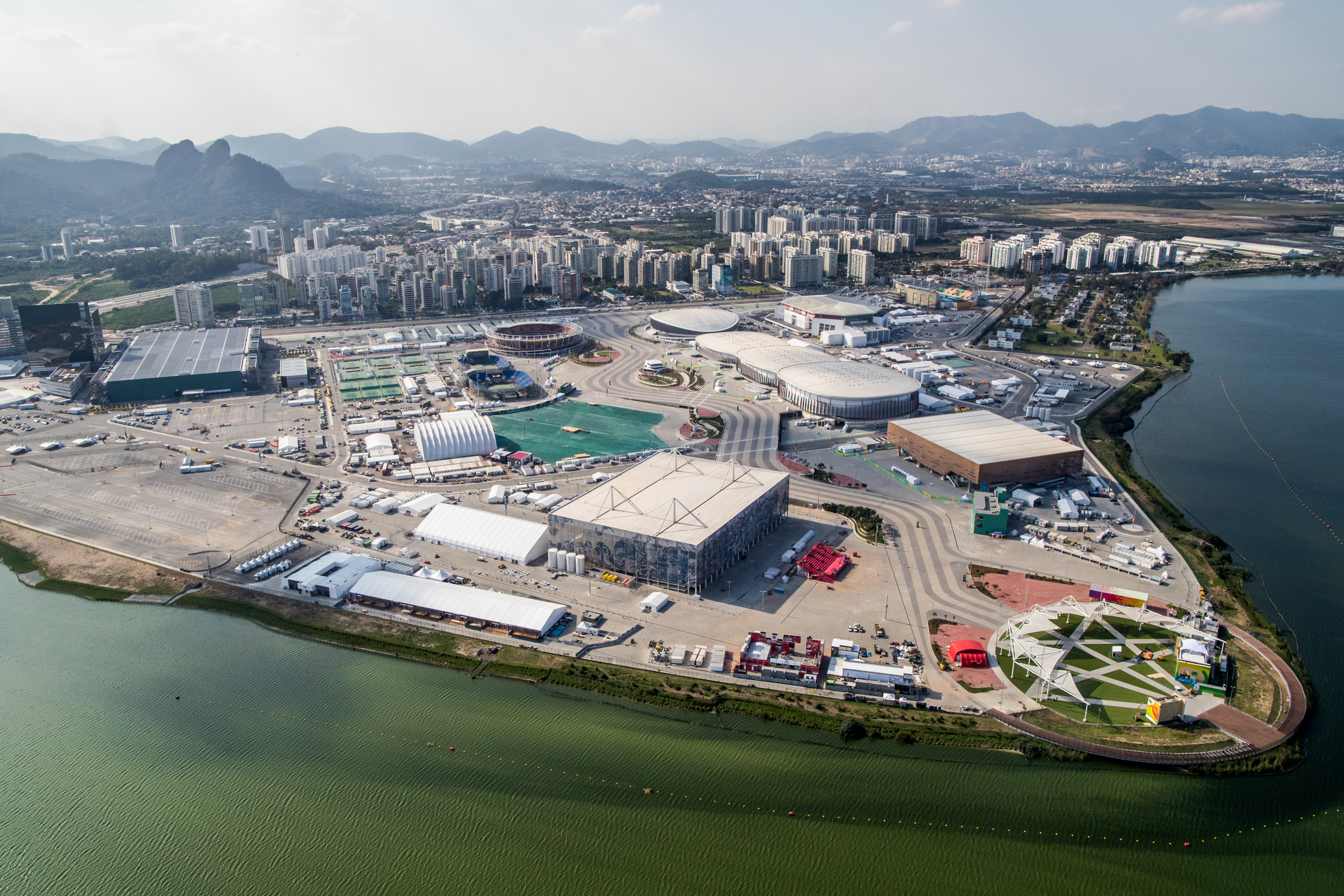
Vista aérea do Parque Olímpico do Rio de Janeiro.

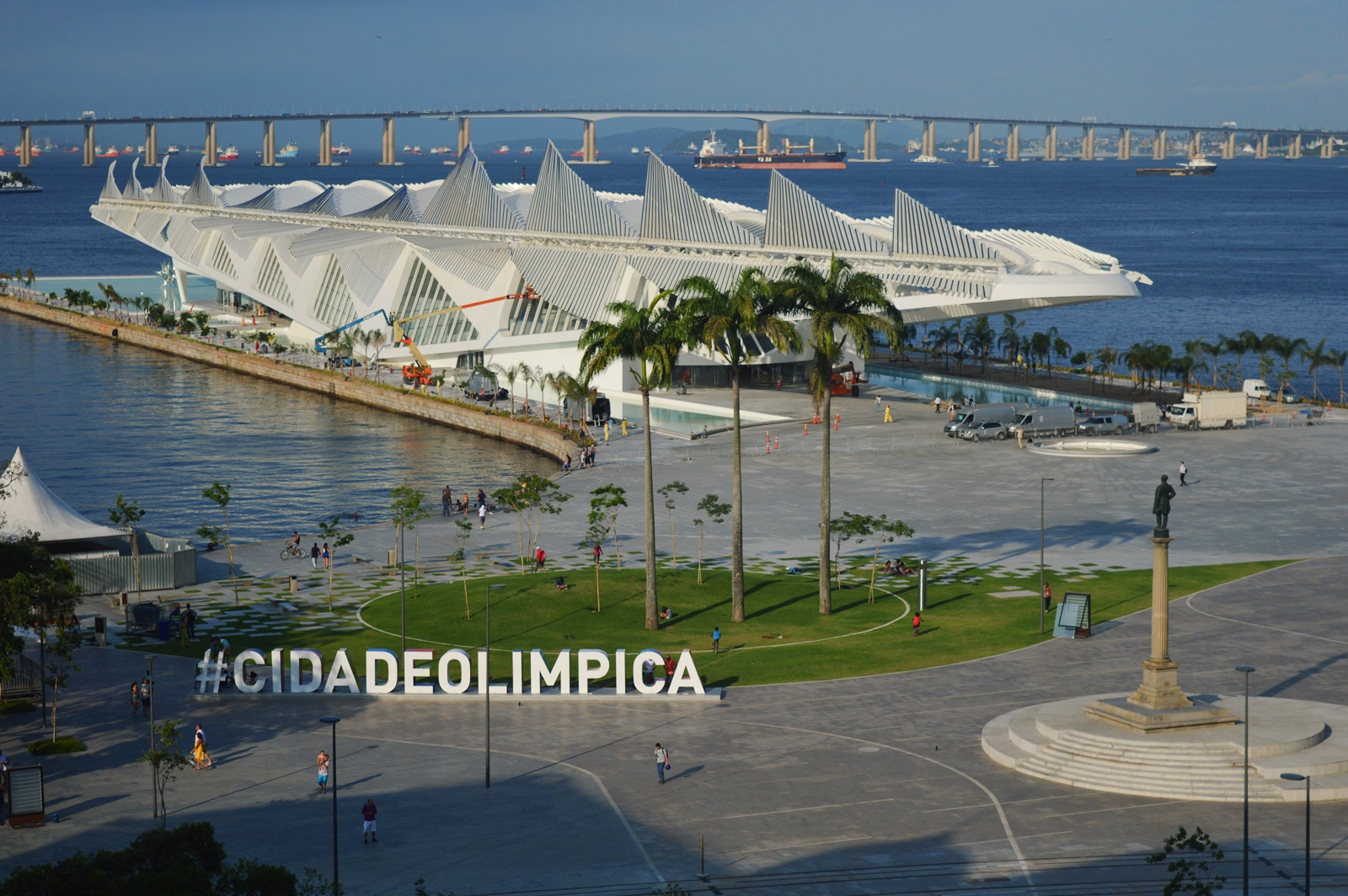
Museu do Amanhã, projetado pelo arquiteto espanhol Santiago Calatrava e parte do Porto Maravilha

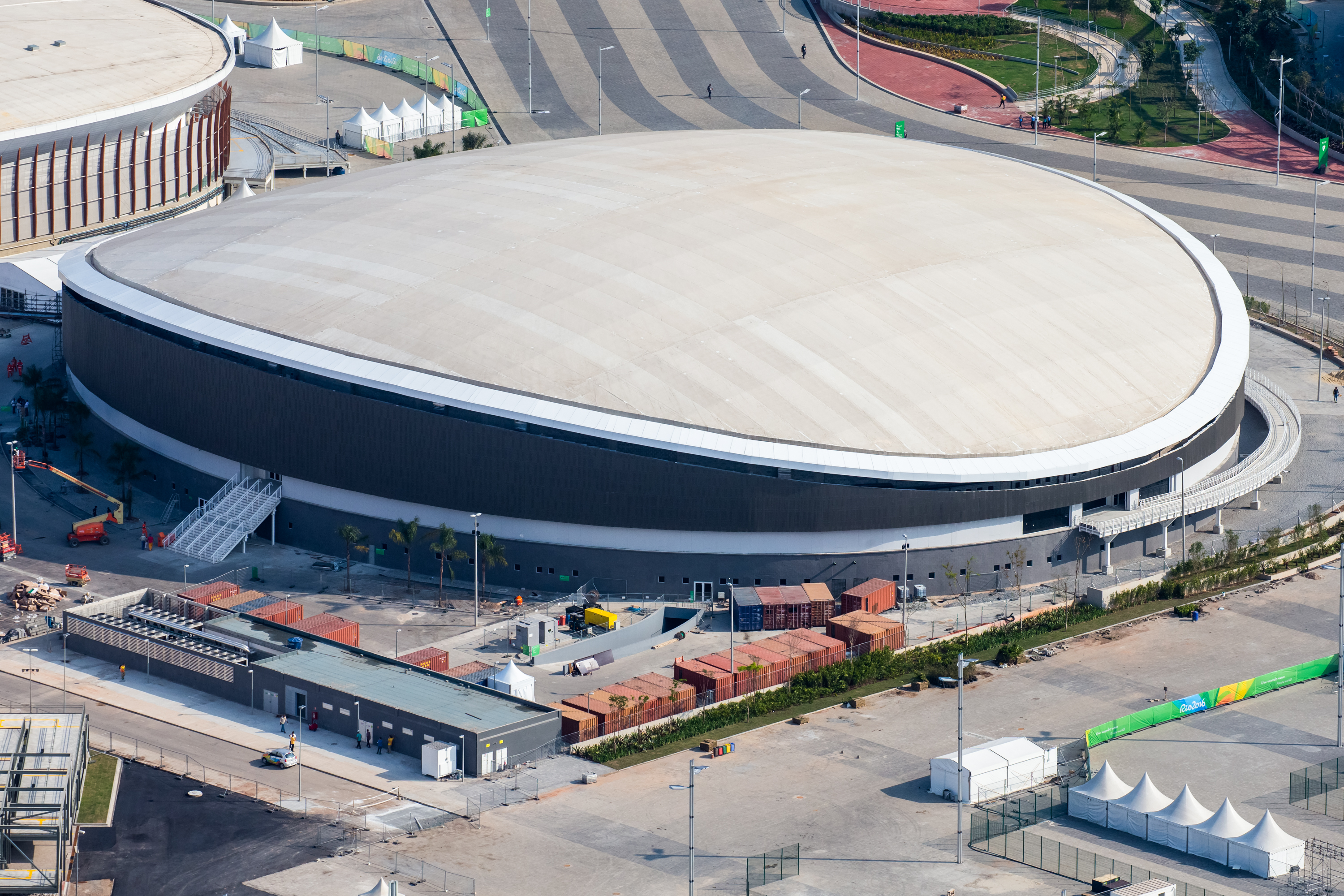
Velódromo do Rio, no Parque Olímpico

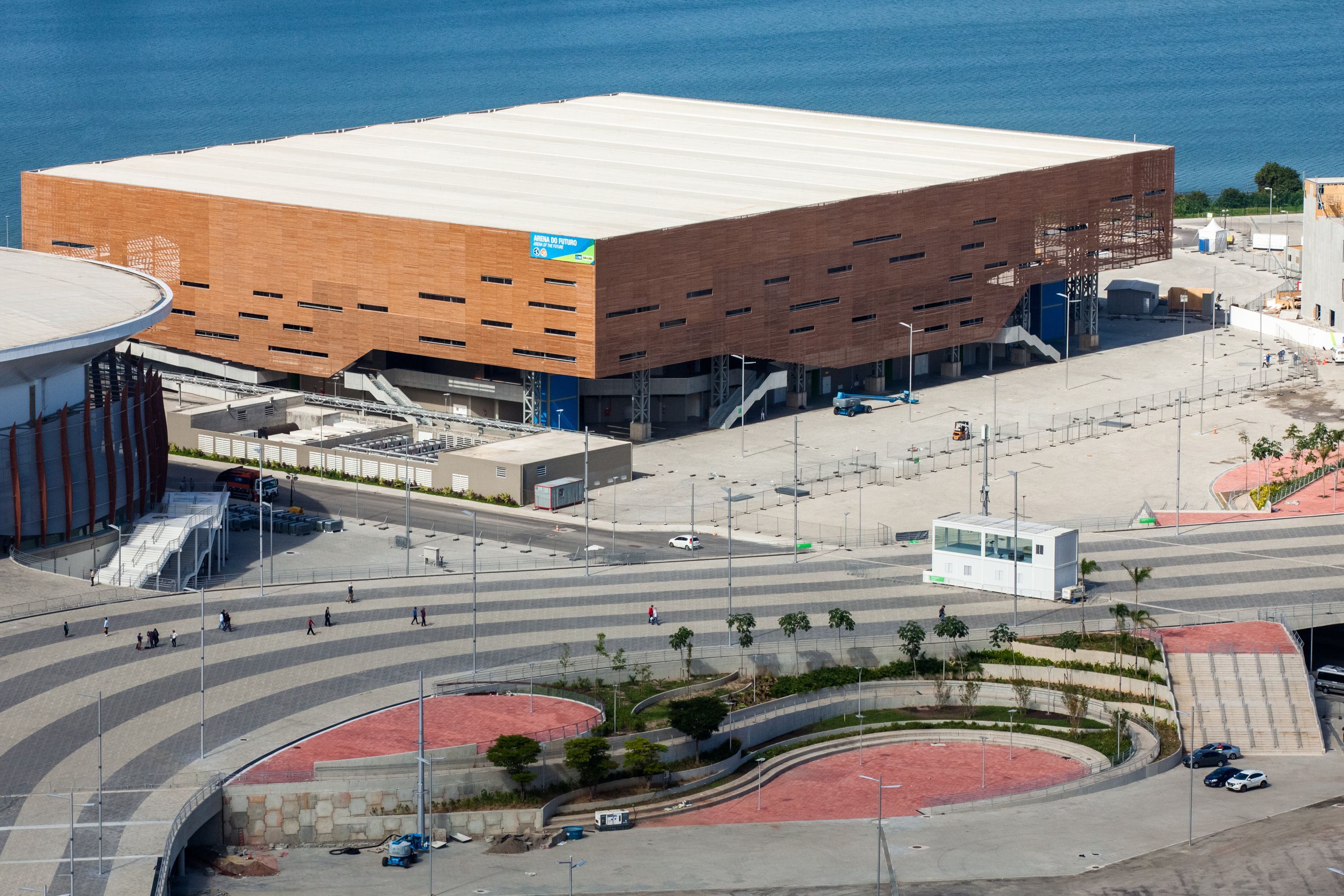
Arena do Futuro, cujos módulos foram transformados em escolas públicas

Na Assembleia Geral do COB do dia 22 de dezembro de 2009 foi criado o Comitê Organizador dos Jogos Olímpicos e Paralímpicos Rio 2016, cujo presidente é Carlos Arthur Nuzman.

### Locais e infraestrutura
Os eventos foram distribuídos em quatro regiões espalhadas pelo Rio. A maioria dos eventos foi realizada na zona oeste da cidade, na região da Barra da Tijuca. Os locais na área do Parque Olímpico do Rio fazem parte de uma ampliação do Complexo Esportivo Cidade dos Esportes.
O maior espaço para os jogos em termos de capacidade é o Estádio do Maracanã, oficialmente conhecido como Estádio Jornalista Mário Filho, que pode abrigar 90 mil espectadores, sendo a sede das cerimônias de abertura e encerramento do evento, bem como de quatro jogos de futebol. Além disso, cinco locais fora do Rio de Janeiro foram sedes de eventos do futebol, nas cidades de Brasília, Belo Horizonte, Manaus, Salvador e São Paulo.

#### Parque Olímpico
O Parque Olímpico do Rio de Janeiro é um conjunto de instalações no Complexo Esportivo Cidade dos Esportes que está sendo expandido no bairro da Barra da Tijuca. A construção teve início no dia 6 de julho de 2012.
O complexo incluiu nove espaços esportivos na Zona Oeste do Rio de Janeiro, sendo que sete deles são estruturas permanentes. Com o fim dos jogos, a Arena Carioca 3 deve se tornar uma escola de esportes, enquanto os outros seis locais farão parte do Centro Olímpico de Treinamento.
Uma parte do Cidade dos Esportes que foi originalmente construída para sediar os Jogos Pan-Americanos de 2007, foi reutilizada, sendo composto pelo Parque Aquático Maria Lenk, Velódromo Olímpico do Rio e a Arena Olímpica do Rio, que no ano seguinte foi privatizada, tornando-se a HSBC Arena. Em agosto de 2011, foi divulgado o escritório de arquitetura britânico Estúdio Aecom como responsável pelo projeto.

#### Porto Maravilha
O centro histórico da cidade passou por um projeto de revitalização urbana em grande escala chamado "Porto Maravilha". Ele abrange 5 quilômetros quadrados de área. O projeto visa a reestruturação a zona portuária do Rio de Janeiro, com a crescente atratividade do centro da cidade, e melhorar a posição de competitividade da cidade na economia global. A chamada "Região Portuária" (parte do Caju, Gamboa, Saúde, Santo Cristo e parte do Centro), que sofreu grande degradação a partir dos anos 1960 por falta de incentivo às indústrias e residências na região.
Durante os Jogos, a Zona Portuária do Rio de Janeiro ofereceu ao público diversas atrações no "Boulevard Olímpico". O evento foi realizado no trecho entre a Gamboa e a Praça XV, pela orla. No local, o público acompanhou programações diárias com a transmissão de provas olímpicas ao vivo, programas culturais e apresentações de diversos artistas.
A renovação urbana envolveu ainda: 700 km de redes públicas de abastecimento de água, saneamento, drenagem, eletricidade, gás e telecomunicações; 4 km de túneis; 70 km de estradas; 650 km² de calçadas; 17 km de ciclovias; 15 mil árvores e três estações de tratamento de esgoto.

### Financiamento
Obs.: o trecho seguinte está "compactado" de modo a despoluir visualmente o contexto da página toda.
Fase I – requerimento
| Receita         | Governo federal | Governo estadual | Total          |
| --------------- | --------------- | ---------------- | -------------- |
| Fundos públicos | R$3.022.097,88  | R$3.279.984,98   | R$6.302.082,86 |
| Fundos privados | –               | –                | R$2.804.822,16 |
| General Total   | –               | –                | R$9.106.905,02 |

Fase II – candidatura
Receitas públicas
| Receita           | Fundos públicos |
| ----------------- | --------------- |
| Governo federal   | R$47.402.531,75 |
| Governo estadual  | R$3.617.556,00  |
| Governo municipal | R$4.995.620,93  |
| Total             | R$56.015.708,68 |

Receitas privadas
| Receita                | Fundos privados  |
| ---------------------- | ---------------- |
| EBX                    | R$130.000.000,00 |
| Eike Batista           | R$1.000.000,00   |
| Bradesco               | R$123.500.000,00 |
| Odebrecht              | R$.300.000,00    |
| Embratel               | R$300.000.000,00 |
| LATAM Airlines Brasil¹ | R$11.233.726,00  |
| Total                  | R$346.033.726,00 |

¹A LATAM Airlines Brasil contribuiu com R$1.233.726,00 na forma de descontos em passagens aéreas.
Investimento
| Olimpíadas/Cidade  | Investimento   | Público        | Privado        |
| ------------------ | -------------- | -------------- | -------------- |
| Parque Olímpico    | R$5,6 bilhões  | R$1,46 bilhão  | R$4,18 bilhões |
| Transporte público | R$24 bilhões   | R$13,7 bilhões | R$10,3 bilhões |
| Total              | R$29,6 bilhões | -              | -              |

Fonte:

### Torneio de futebol
Quatro cidades, que também foram subsedes da Copa do Mundo FIFA de 2014, foram originalmente designadas a receber as partidas preliminares do futebol. Inicialmente o Estádio do Morumbi foi designado como sede em São Paulo, mas com a construção da Arena Corinthians para a Copa do Mundo, este foi substituído para as Olimpíadas.
Em 2015, o Comitê Organizador solicitou a inclusão de Manaus com subsede, cidade que também sediou jogos na Copa do Mundo de 2014, apesar da resistência inicial por parte da Federação Internacional de Futebol por questões de logística. Porém, em março de 2015 a FIFA confirmou que o torneio de futebol seria disputado nas quatro cidades originais, além de Manaus e do Estádio Olímpico João Havelange, no próprio Rio de Janeiro, que na segunda semana dos jogos sediaria o atletismo, totalizando sete estádios em seis cidades.

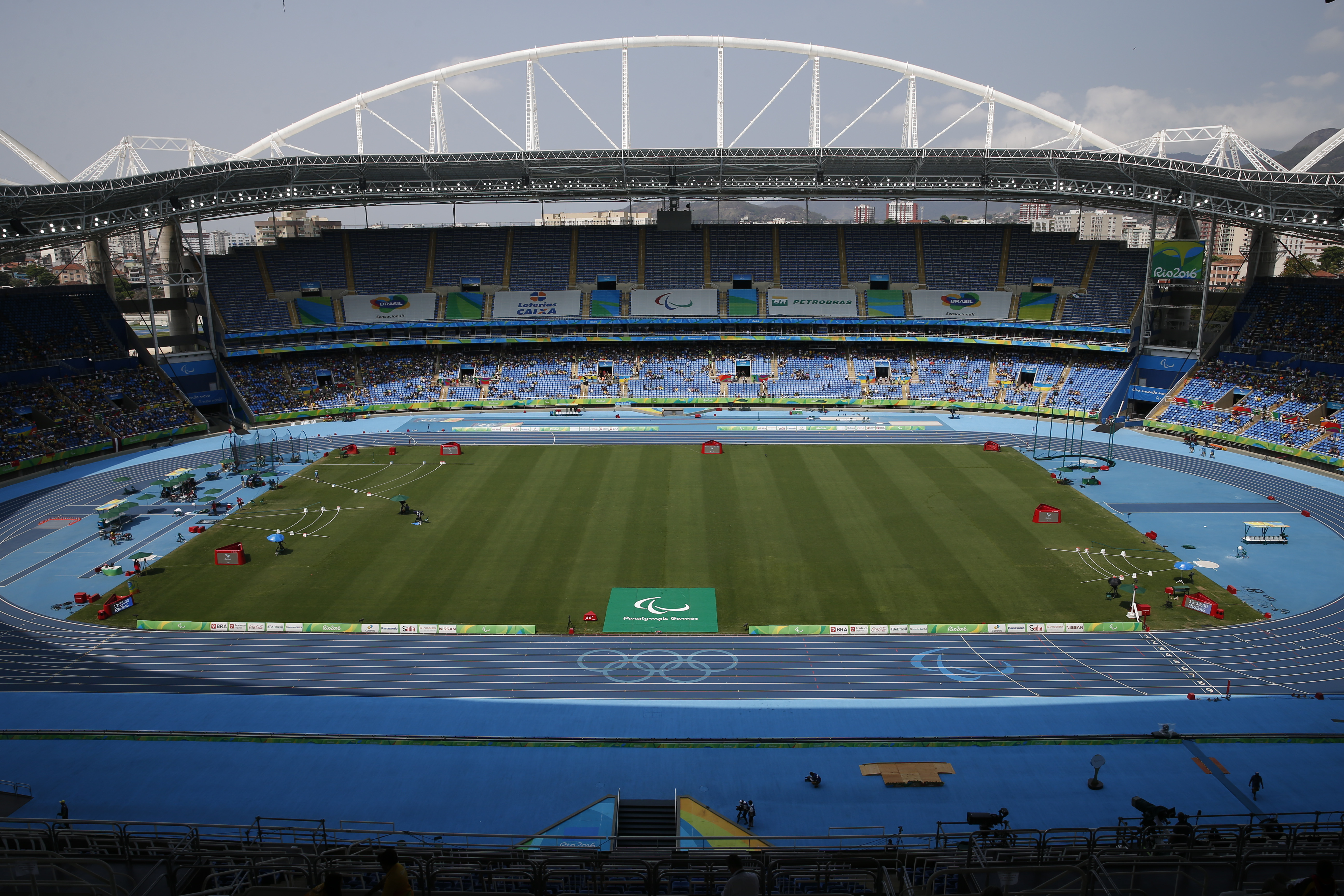
Estádio Olímpico Rio de Janeiro
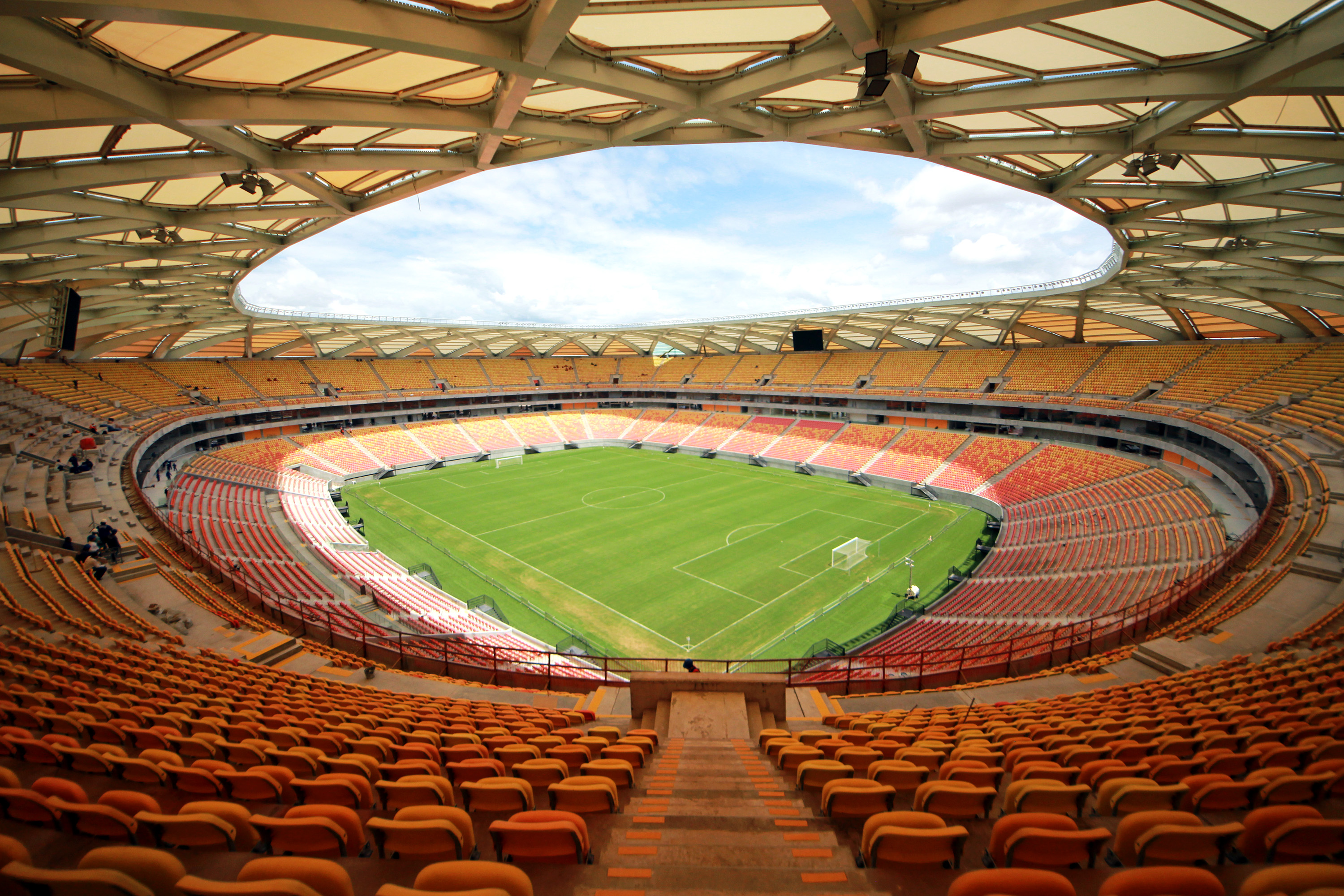
Arena Amazônia Manaus
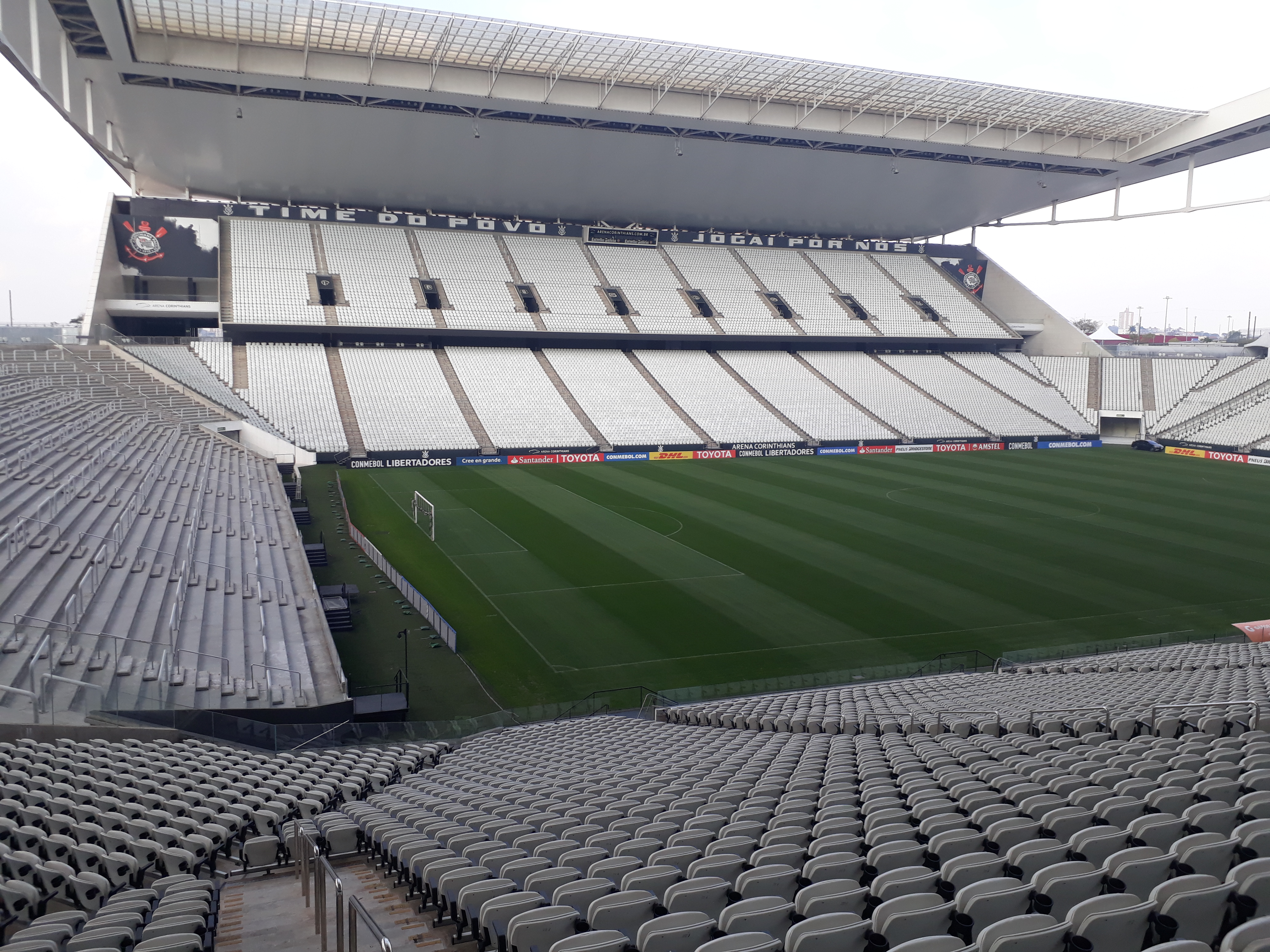
Arena Corinthians São Paulo
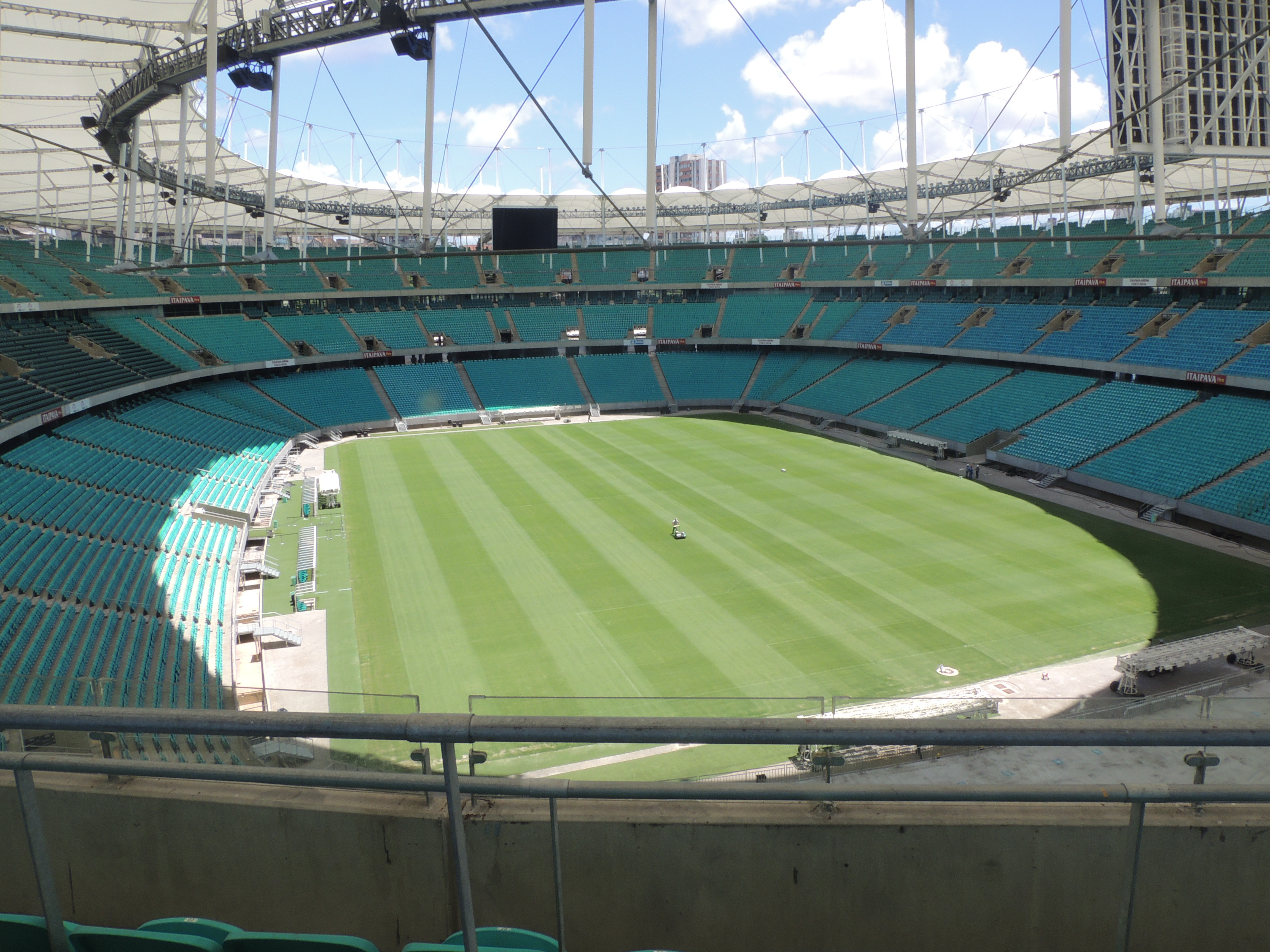
Arena Fonte Nova Salvador
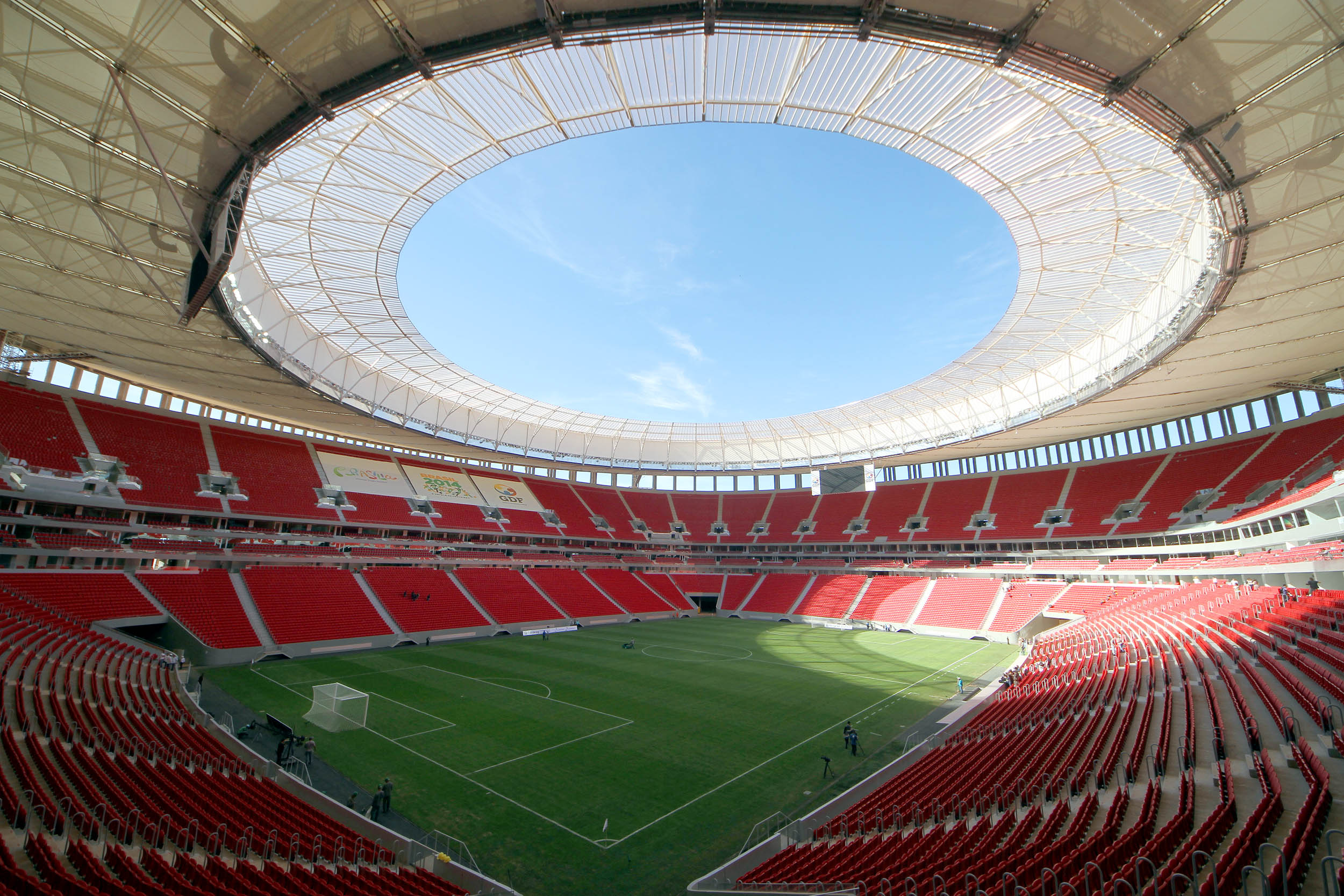
Estádio Nacional Brasília
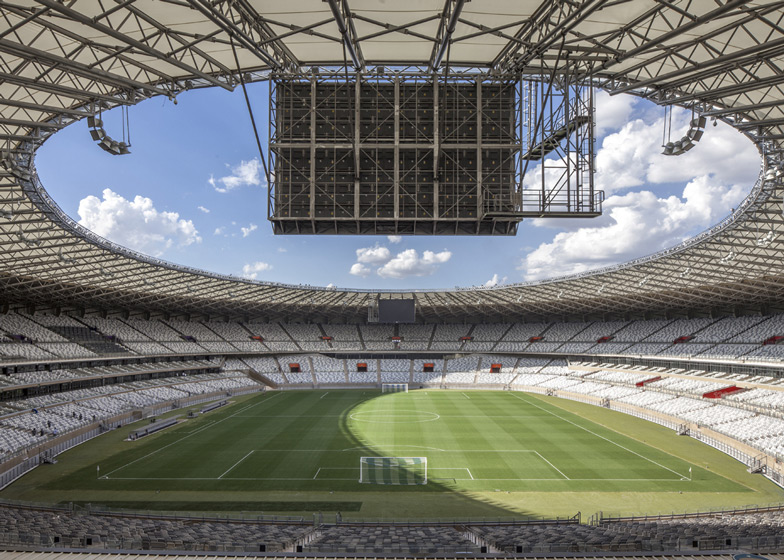
Estádio Mineirão Belo Horizonte

## Publicidade

### Logotipo

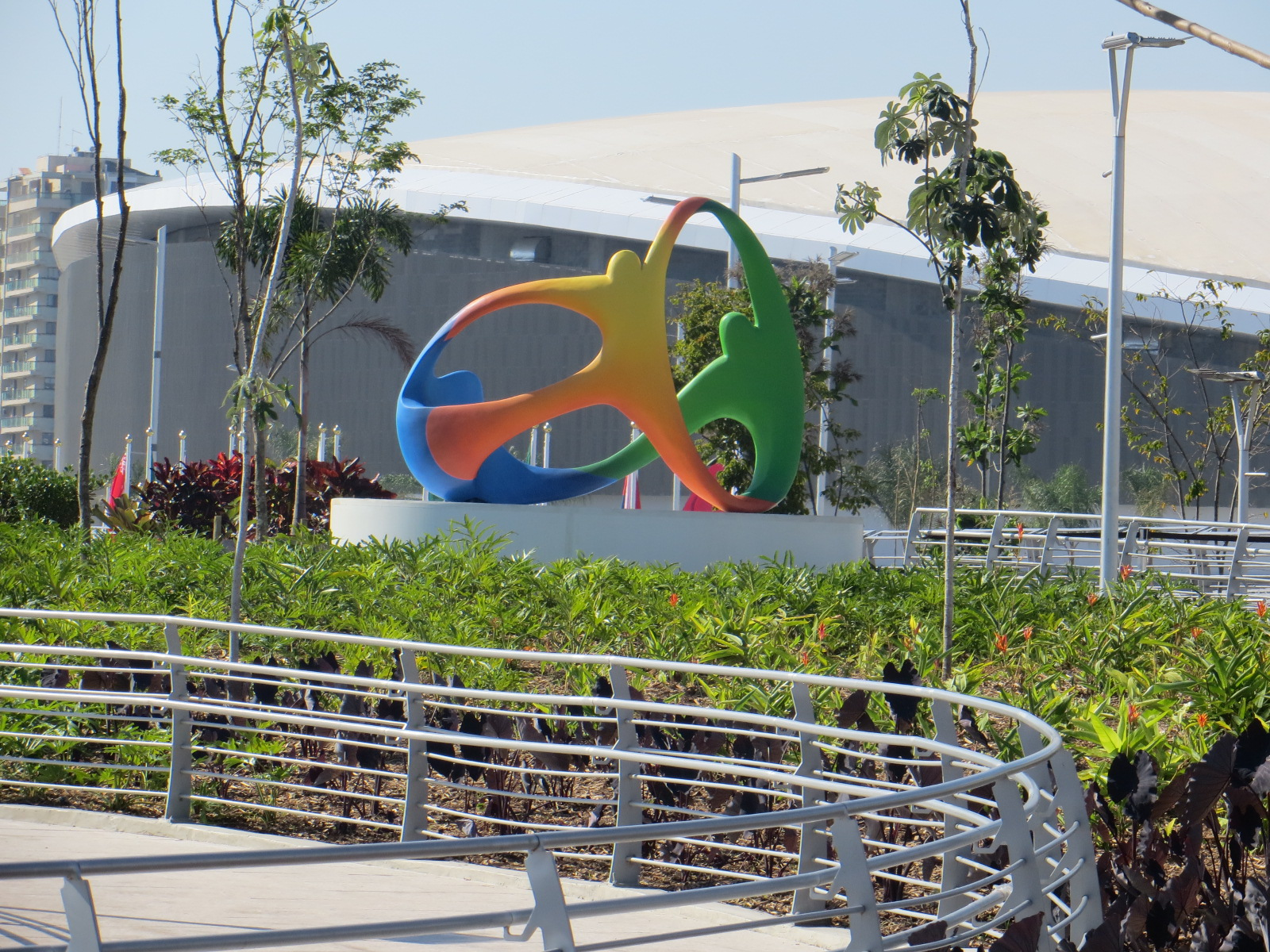
Escultura do logo dos Jogos de 2016 no Parque Olímpico do Rio de Janeiro

O processo de escolha do logotipo dos Jogos Olímpicos de 2016 reuniu 138 agências brasileiras. Na reta final, apenas oito continuaram no páreo. Após passar pelo crivo de uma comissão julgadora de 12 membros, o desenho criado pela agência carioca Tátil foi o vencedor.
O lançamento do logotipo ocorreu no dia 31 de dezembro de 2010 na festa de réveillon, em Copacabana. Às 22 horas, a cantora Daniela Mercury chamou ao palco da festa a campeã olímpica Maurren Maggi e outros atletas para juntos revelarem a logomarca. Estiveram presentes na festa, assistindo de camarote o presidente do COI (Comitê Olímpico Internacional), Jacques Rogge, o presidente do COB (Comitê Olímpico Brasileiro), Carlos Artur Nuzman, o prefeito da cidade do Rio de Janeiro, Eduardo Paes, o ex-ministro dos esportes, Orlando Silva e a coordenadora da comissão do COI, Nawal El Moutawakel.
O logotipo é representado pela união de três figuras humanas unidas pelas mãos e pés nas cores verde, amarelo e azul. O símbolo, que pela primeira vez na história é tridimensional, além de ser a primeira desde Turim 2006 que apresenta um símbolo da cidade sede, representa o ato de abraçar, cuja  função é única na cultura brasileira, simbolizando a cultura acolhedora e receptiva do brasileiro e o morro do Pão de Açúcar, um dos mais famosos cartões postais do Rio de Janeiro; e entre outras interpretações os números que formam "2016" e a palavra "Rio".
O logotipo provocou alguma controvérsia com a mídia brasileira que aponta semelhanças entre ela e o logotipo utilizado pela Fundação Telluride no Colorado e com a pintura de Henri Matisse, La Danse. Os projetistas afirmaram que as semelhanças entre os três são mera coincidência.

### Transmissão

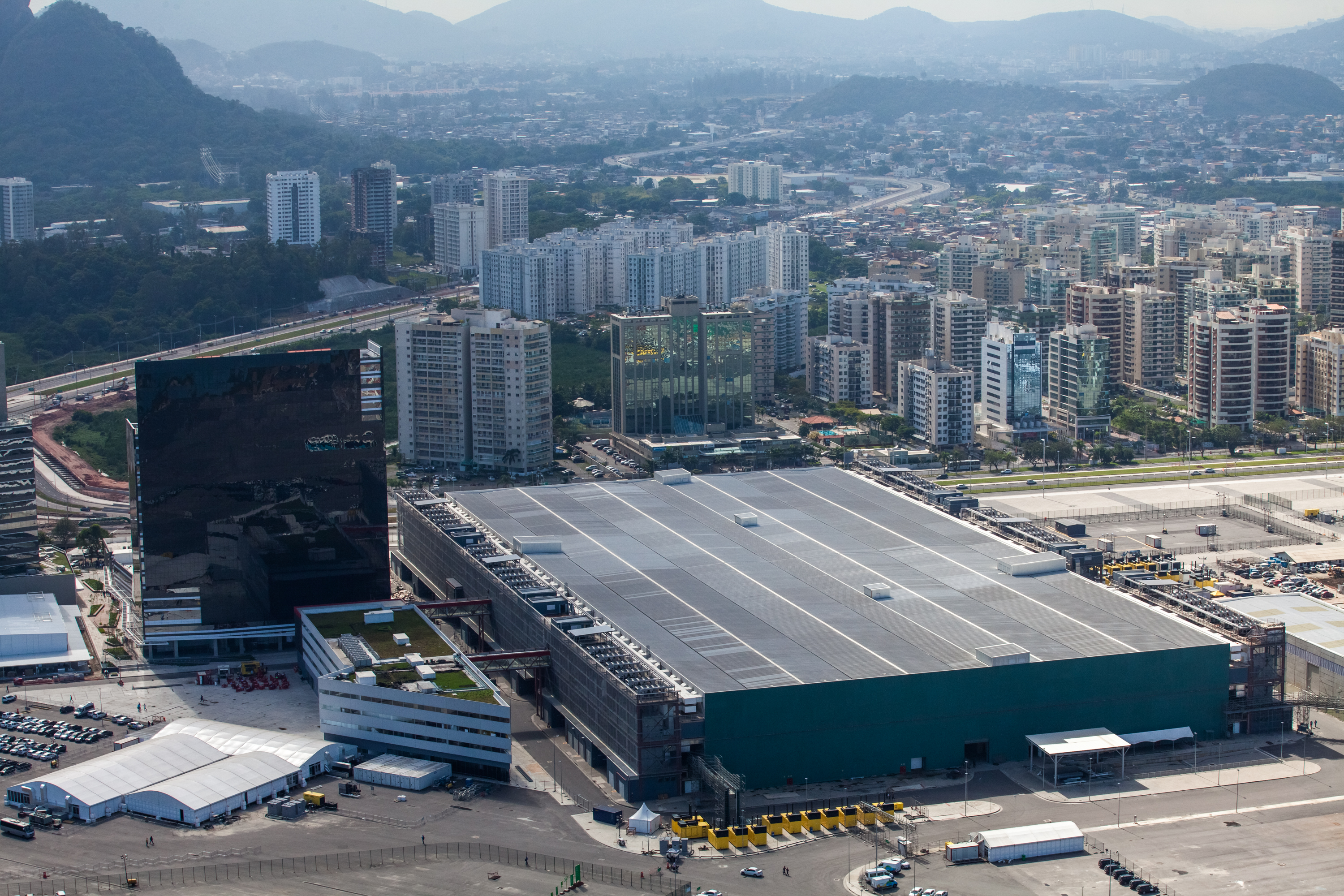
Centro Internacional de Transmissão, ao lado do Centro Principal de Mídia e do Hotel de Mídia, no Parque Olímpico

Os direitos de transmissão no Brasil foram concedidos pelo COI à proposta conjunta feita pelas Organizações Globo e o Grupo Bandeirantes de Comunicação. Posteriormente, as emissoras autorizaram a revenda dos direitos de televisão aberta para outras interessadas, sendo a única a Central Record de Comunicação. A Globosat, que fez parte do consórcio formado pela Rede Globo e pela Rede Bandeirantes, transmitiu o evento na TV por assinatura. Por não ter comprado os direitos do evento esportivo, o Sistema Brasileiro de Televisão (SBT) não pôde usar os nomes "Olimpíada", "Jogos Olímpicos" ou similares para lançar quadros ou programas para suas transmissões. Por essa razão, o canal registrou o título “Corrida pelo Ouro”, e era com esse "slogan" que ele fazia matérias relacionadas ao tema.
A NBC, por meio do presidente da divisão de esportes Mark Lazarus, anunciou ter ultrapassado na quarta-feira, 10 de agosto, a marca de 1 bilhão de minutos de "live streaming", transmissão ao vivo pela internet. O resultado supera toda a audiência digital registrada para em Londres em 2012, de 818 milhões de minutos de "live streaming". Ao longo dos Jogos se superou a audiência digital acumulada para a Olimpíada na história.

### Pictogramas
No dia 7 de novembro de 2013 foram lançados os 64 pictogramas dos Jogos, sendo 41 olímpicos e 23 paralímpicos. Foi a primeira vez que todos os eventos foram contemplados. "Esse é um dos nossos diferenciais na história dos Jogos", declarou Carlos Arthur Nuzman, presidente do COB e do Comitê Rio-2016. Todas as modalidades foram representadas em desenhos com fundo em formato das formas geográficas da cidade. O conceito tipográfico dos pictogramas, segundo os desenvolvedores, "foi inspirado nas letras e números do logotipo Rio-2016 e na essência dos Jogos".

### Mascotes

Vinícius e Tom, os mascotes oficiais dos Jogos Olímpicos e dos Jogos Paralímpicos de Verão de 2016

Em 23 de novembro de 2014 foram anunciados as mascotes dos Jogos Olímpicos e Paralímpicos durante o programa Fantástico, da Rede Globo. Representando a fauna e flora brasileiras, o primeiro é uma mistura de todos os animais e possui a característica de se esticar o quanto quiser, pular bem alto e imitar o som de qualquer animal e representa as Olimpíadas. O segundo é uma mistura de todas as plantas das florestas brasileiras, conhece os segredos da natureza e sabe que com criatividade, inteligência e vontade pode chegar aonde quiser. Representa as Paralimpíadas.
Após a divulgação oficial foi aberta uma votação popular pela internet para a escolha dos nomes das mascotes. Dentre as três opções estavam "Vinicius e Tom", "Oba e Eba" e "Tiba Tuque e Esquindim". Em 14 de dezembro de 2014, foi escolhido o nome Vinícius e Tom, com 44 por cento dos votos. A escolha homenageia os músicos Vinicius de Moraes e Tom Jobim, dois expoentes da bossa nova e autores de "Garota de Ipanema", uma das canções brasileiras mais conhecidas no mundo. Vinicius é o nome do mascote olímpico e Tom do paralímpico.

### Ingressos
Os preços dos ingressos foram anunciados em 16 de setembro de 2014 e todos foram vendidos em reais. Um total de 7,5 milhões de ingressos foram disponibilizados; 200 mil ingressos a menos em comparação aos Jogos Olímpicos de Verão de 2012, porque o tamanho de muitas arenas era menor. Os preços dos ingressos variam de 40 reais para muitos eventos até 4 600 reais para os assentos mais caros na cerimônia de abertura. Cerca de 3,8 milhões desses bilhetes estavam disponíveis a menos de 70 reais. Apesar do esforço de deixar os ingressos a preços razoáveis, a crise econômica brasileira de 2014 afetou a presença do público brasileiro. A Kantar Worldpanel estimava antes dos Jogos que 83% dos brasileiros provavelmente não estariam presentes em nenhum evento das Olimpíadas 2016. O principal desafio para conseguir ir aos jogos era a falta de dinheiro para investir nesse momento de lazer, motivo dado por 60% dos entrevistados. Existem também aqueles que moram em outro estado e acham que o deslocamento para o Rio de Janeiro pode complicar a logística para acompanhar os jogos (42% dos respondentes). Apenas 24% declararam achar os ingressos caros.

### Tocha Olímpica

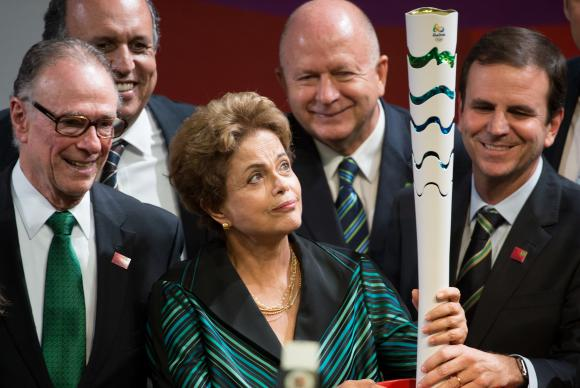
A presidente Dilma Rousseff, entre o governador Luiz Fernando Pezão e o prefeito Eduardo Paes, na solenidade de divulgação da tocha olímpica.

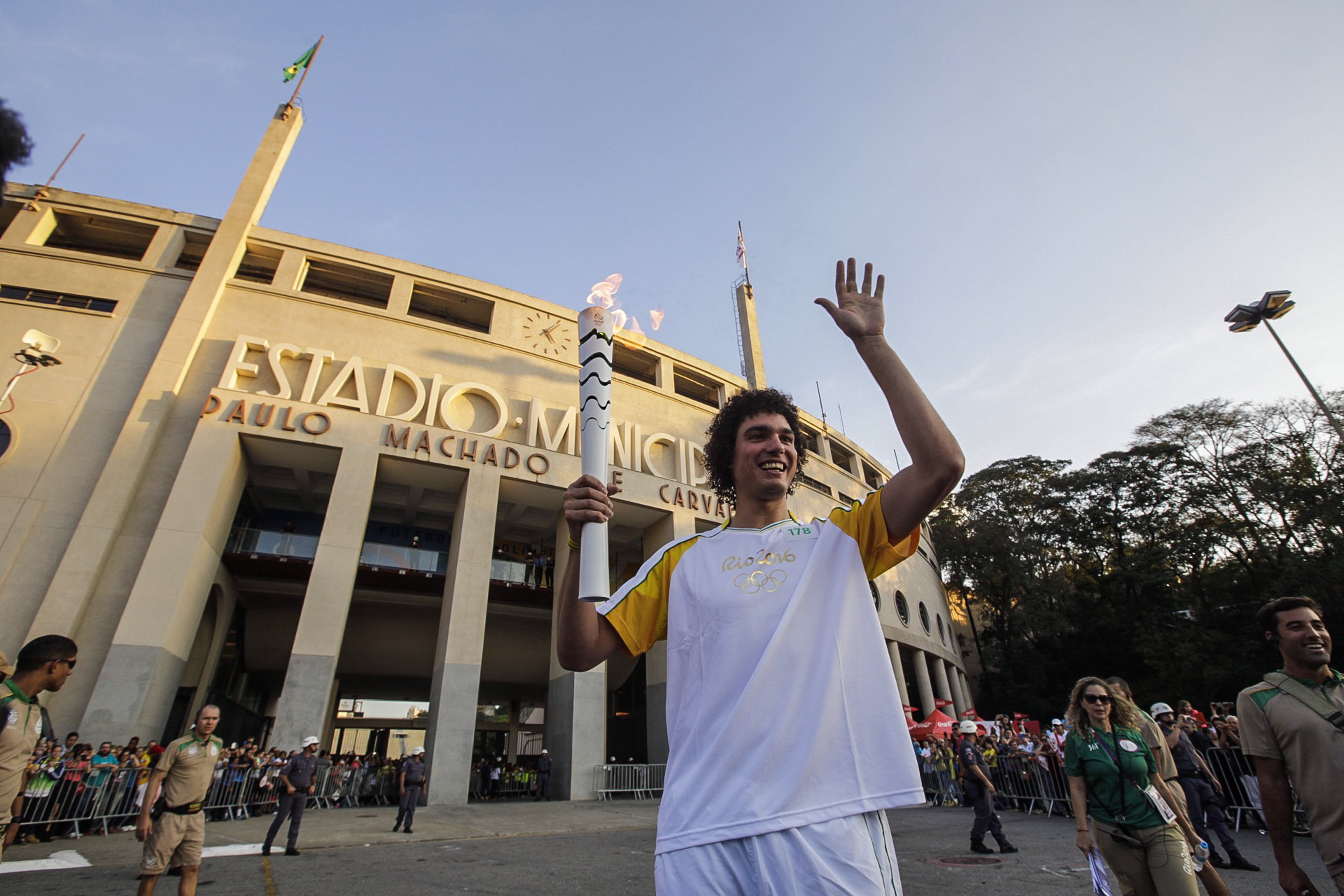
Anderson Varejão com a tocha olímpica em frente ao Estádio do Pacaembu, em São Paulo.

O desenvolvimento de escolha do design da tocha foi realizado através de um concurso entre 76 agências brasileiras que foram submetidas a uma comissão julgadora constituída por 11 membros. No final do concurso o modelo escolhido foi o da agência paulista Chelles & Hayashi. A tocha olímpica foi revelada no dia 3 de julho de 2015 em um evento com a presença de autoridades públicas e do Comitê Olímpico Brasileiro em Brasília, incluindo a Presidente da República, Dilma Rousseff, o coordenador da equipe de vela brasileira, Torben Grael, a velejadora Isabel Swan, e pelo presidente do Comitê Organizador dos Jogos, Carlos Arthur Nuzman.
A tocha olímpica foi produzida com alumínio reciclado e tem acabamento acetinado. Ela é formada por seis segmentos que se abrem quando é acesa, que também é conhecido como “momento do beijo”, e que remetem à paisagem natural do Rio de Janeiro e do Brasil. O topo dourado da tocha é uma referência ao céu e ao sol, já o recorte inferior representa com a cor verde a montanha do Pão de Açúcar, o Morro Dois Irmãos e a Pedra da Gávea. Logo abaixo nas cores azuis estão representados as ondas e o mar, e por fim em azul escuro o calçadão de Copacabana. A malha triangular no final da tocha representa os três valores olímpicos: excelência, amizade e respeito. O comprimento da tocha quando fechada é de 63,5 cm e quando expandida é de 69 cm. Ela pesa aproximadamente 1,5 kg.
O revezamento da tocha foi feito por 12 000 portadores em 83 cidades brasileiras (incluindo todas as capitais dos 26 estados e do Distrito Federal). Após a fase grega (de Olímpia a Atenas), a tocha passou pelas cidades suíças de Genebra e Lausanne, onde visitou a sede das Nações Unidas e a sede do Comitê Olímpico Internacional, juntamente com o Museu Olímpico, ficando ali por um dia. A fase brasileira começou na capital, Brasília, e terminou no Rio de Janeiro durante a cerimônia de abertura dos Jogos.
No dia 3 de agosto, o prefeito da cidade do Rio de Janeiro, Eduardo Paes carregou a tocha olímpica. Com isso, ele tornou-se o primeiro político no exercício de um cargo executivo a carregar a tocha na história dos Jogos olímpicos da era moderna. Pelo protocolo do COI, para não misturar excessivamente política e esporte, políticos no exercício de um cargo podem apenas segurar a tocha e repassá-la, sem, no entanto, correr com ela.

### Trilha-sonora oficial
Em 25 de maio de 2016, o Comitê Organizador Local divulgou um videoclipe com uma nova versão da canção "A Vida do Viajante", de Luiz Gonzaga, como sendo a música oficial do revezamento da tocha olímpica. A nova versão recebeu uma releitura nas vozes de Marcelo Jeneci, Luan Forró Estilizado, César Menotti e Fabiano, Roberta Sá, MC Koringa e Banda Malta. A versão com vários artistas promove um revezamento de ritmos, que simboliza a passagem da tocha de mão em mão.
No dia 3 de julho de 2016 foi exibido em primeira mão pelo programa Fantástico, da Rede Globo, o videoclipe oficial da música-tema dos Jogos. Interpretada pelos cantores Thiaguinho e Projota, a canção “Alma e Coração”, tem letra de Léo da Baixada, Victor Reis e Rodrigo Marques, e foi produzida pela dupla Tropkillaz.

## Organização

### Medalhas

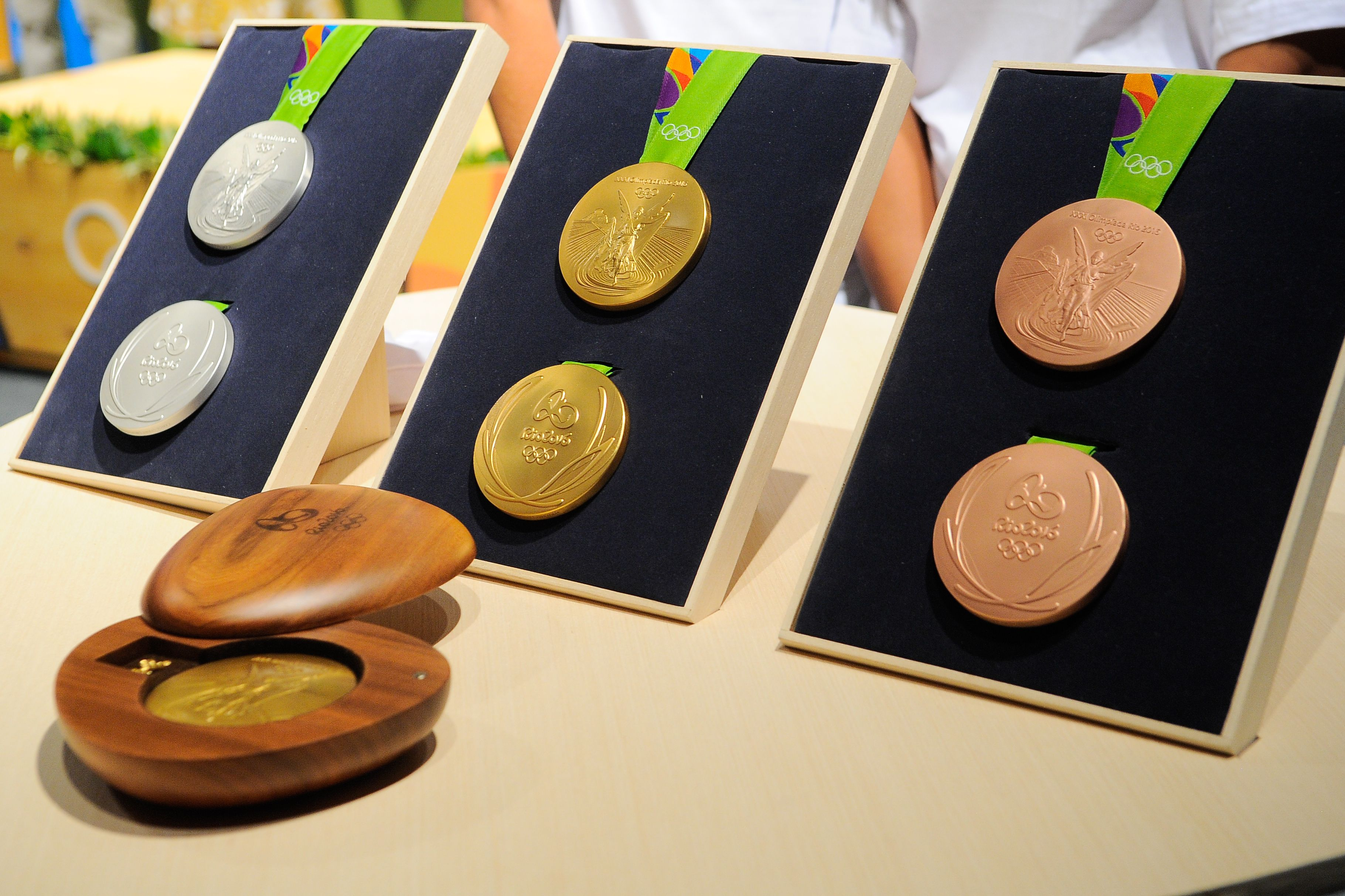
As medalhas criadas para os Jogos de 2016

No dia 14 de junho de 2016 as medalhas foram apresentadas ao público pela primeira vez, numa cerimônia realizada na Arena do Futuro. Pesando 500 g, as medalhas distribuídas no Rio 2016 são as maiores e mais pesadas da história dos Jogos de Verão. A de ouro tem 494 g de prata (metal) com 92,5% de pureza e 6 g de ouro, com 99,9% de pureza. A de prata tem 500 g de prata. A de bronze, com 40% de cobre reutilizado da própria Casa da Moeda, tem 475 g de cobre (97%) e 25 g de zinco (3%). Além disso, as peças de ouro são 100% livres de mercúrio, e as de prata e bronze contam com 30% de material reciclado em sua composição. Já a fórmula da fita que prende as medalhas nos pescoços dos atletas é produzida com 50% de garrafas PET recicladas. Por fim, o estojo que guardou as medalhas é feito de madeira produzida em áreas com atividade ambiental sustentável e socialmente responsável. Seu tamanho, 85 mm, é o mesmo das dos Jogos de Londres 2012.
Pela primeira vez na história elas têm o centro ligeiramente mais alto que as bordas. Será a primeira vez também que as medalhas paralímpicas contam com guizos. Elas emitem sons diferentes para as medalhas de ouro, prata e bronze, trazendo uma experiência sensorial para os vencedores da Paralimpíada.
As medalhas olímpicas mantiveram o padrão dos últimos Jogos, com a deusa da vitória, Nike, no centro do Estádio Panatenaico, na Grécia. Ao fundo, aparece a acrópole. No outro verso, uma coroa de louros gigante rodeia a logo da Rio 2016. A paralímpica é diferente, com a logo dos Jogos Paralímpicos de um lado e no outro inscrições em braille.

### Pódio olímpico e cerimonial de premiação

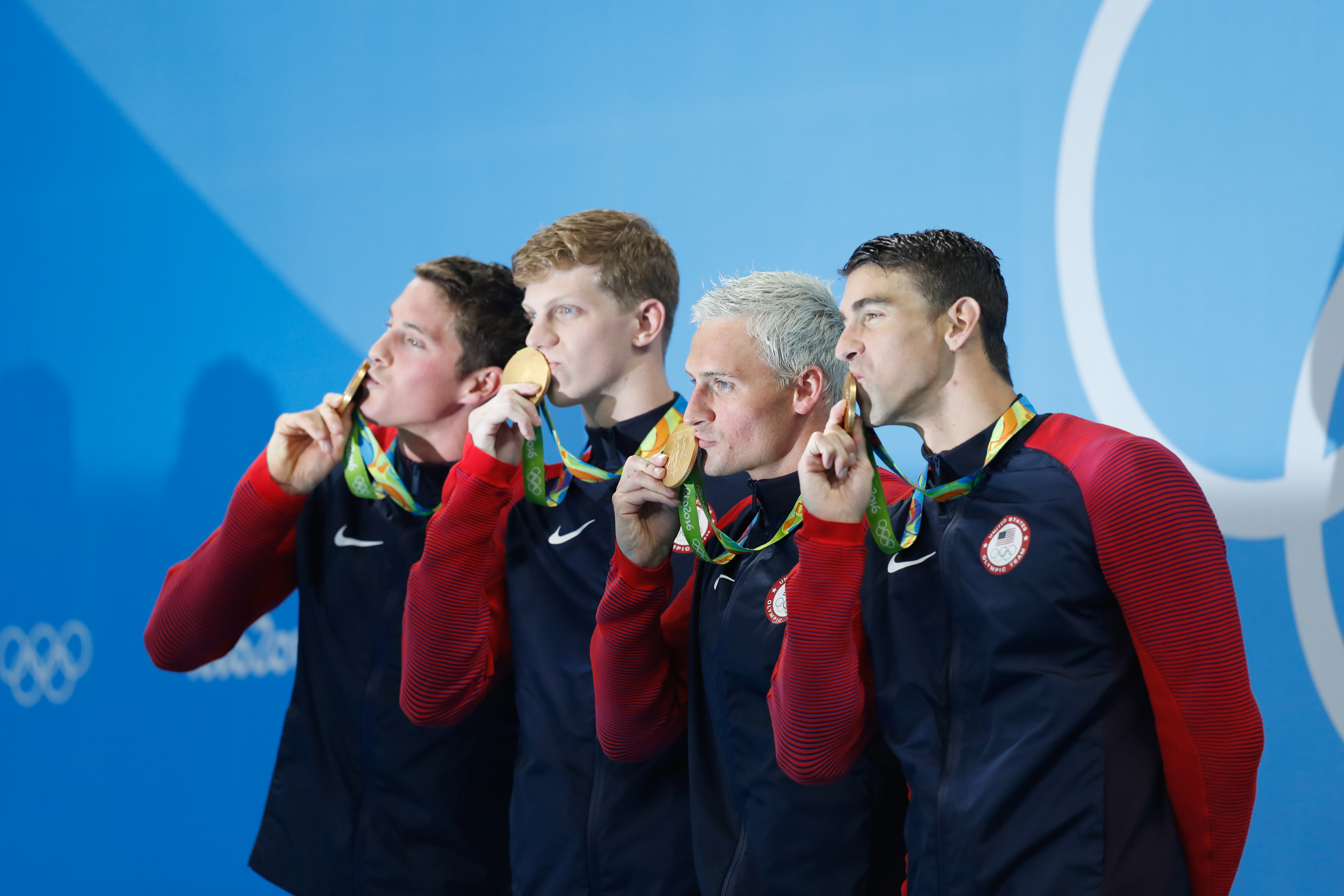
Equipe estadunidense com Michael Phelps após ganhar a medalha de ouro no revezamento 4 por 200m

Sobre o pódio olímpico, pela primeira vez na história dos Jogos a natureza aparece, tanto no pódio olímpico quanto no paralímpico. Eles são feitos de madeira de pinheiro (Pinus eliote) e enfeitados com mangue de praia (Clusia fluminensis) e outras plantas representando a biodiversidade brasileira. De acordo com os criadores, o design das plataformas permite que elas sejam reutilizadas como móveis após os Jogos. O Comitê Rio 2016 optou por não entregar ramos de flores aos medalhistas como era tradição em edições anteriores das Olimpíadas. Cada um dos medalhistas irá ganhar, além da medalha, uma edição especial do mascote Vinícius e uma escultura em 3D do logotipo dos Jogos.
No dia 25 de julho de 2016, a organização do Rio 2016 divulgou como seriam feitas as cerimônias de premiação. Os medalhistas foram recebidos no pódio com três diferentes tipos de música e de vestimentas (estas assinadas pela estilista carioca Andreia Marques), escolhidas de acordo com a modalidade. A ideia partiu da diretora de apresentações esportivas do Comitê Rio 2016, Christy Nicolay, que explicou a escolha. As músicas foram divididas em três estilos: tradicional, popular e descolada. A tradicional foi tocada em premiações de esportes como hipismo e esgrima, e os voluntários utilizaram roupas mais formais, como blazers. Já em esportes populares, como futebol, basquetebol e voleibol, as vestimentas foram mais descontraídas, acompanhadas de uma levada mais animada. Para a descolada, foram escolhidas roupas mais informais, que fizeram a integração com uma música com características do funk brasileiro, sendo apresentadas em esportes com apelo jovem como o voleibol de praia e do ciclismo BMX.

## Os jogos

### Cerimônia de abertura

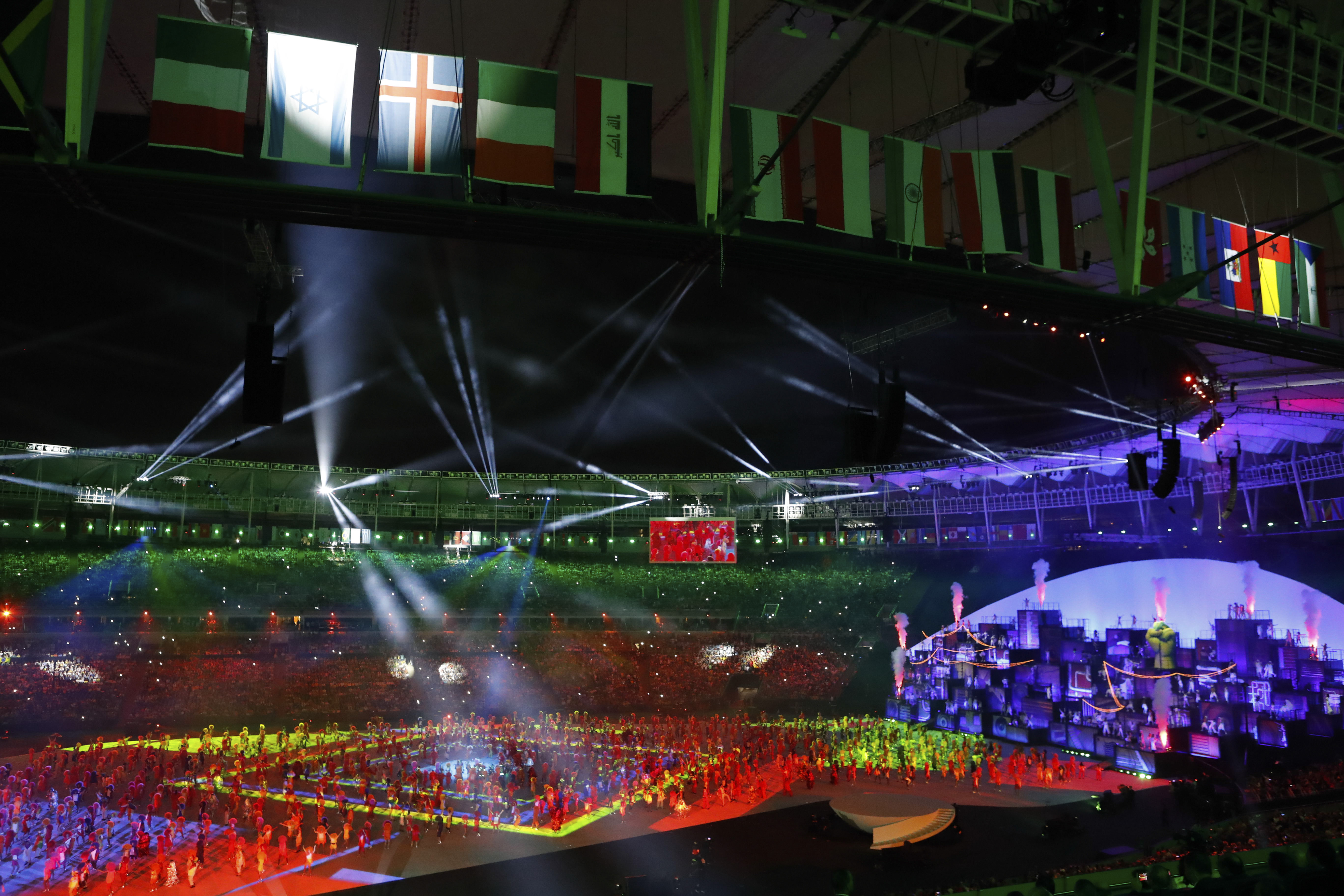
Estádio do Maracanã durante a cerimônia de abertura

A cerimônia de abertura dos Jogos Olímpicos de Verão de 2016 ocorreu na noite de 5 de agosto no Estádio do Maracanã, Rio de Janeiro, a partir de 20:00 (23:00 UTC). Foi a primeira vez, desde os Jogos Olímpicos de Verão de 1900 que a Cerimônia de abertura aconteceu num local diferente de onde foram realizadas as competições de atletismo.
Como estipulado pela Carta Olímpica, o processo combinou a abertura cerimonial formal deste evento desportivo internacional (incluindo discursos de boas-vindas, içar das bandeiras e do desfile de atletas) com um espetáculo artístico para mostrar a cultura do país anfitrião. Cerca de 78 000 espectadores testemunharam a cerimônia de abertura ao vivo do Estádio do Maracanã.
Os diretores de criação para a cerimônia foram Fernando Meirelles, Daniela Thomas e Andrucha Waddington. Deborah Colker, a primeira latino-americana a dirigir um espetáculo do Cirque du Soleil e também a mais famosa coreografa do país, preparou um elenco de mais de 6 000 voluntários para dançar na cerimônia de abertura. Os ensaios começaram no final de maio de 2016.
Para encerrar o revezamento da tocha olímpica, no final da cerimônia de abertura, Gustavo Kuerten trouxe a tocha ao estádio, passou a chama olímpica para Hortência Marcari, que retransmitiu a tocha para Vanderlei de Lima, medalhista de bronze da maratona nos Jogos Olímpicos de Verão de 2004 e único brasileiro consagrado com a Medalha Pierre de Coubertin.
A Cerimônia de abertura funcionou como uma alavanca para o interesse pelos jogos nas redes sociais. No mesmo dia em que foram iniciadas as competições olímpicas (3 de agosto) o jogo Pokémon GO também havia chegado ao país, dividindo a atenção dos brasileiros conectados. No entanto, a partir da festa da cerimônia de abertura, as menções aos Jogos Olímpicos ultrapassaram as conversas relacionadas ao jogo da Niantic.

### Cerimônia de encerramento
A cerimônia de encerramento dos Jogos Olímpicos de Verão de 2016 ocorreu na noite de 21 de agosto no Estádio do Maracanã, a partir de 20h00 (23h00 UTC). A diretora da cerimônia foi Rosa Magalhães. Em meio a fortes chuvas, a cerimônia começou com dançarinos representando vários marcos da cidade anfitriã. Martinho da Vila, em seguida, cantou uma versão da clássica canção "Carinhoso" de Pixinguinha. Apresentando os atletas, a cantora Roberta Sá interpretou a cantora e atriz Carmen Miranda, utilizando um cocar de frutas. Logo após, um coro de 27 crianças representando os estados do Brasil, cantou o hino Nacional Brasileiro.

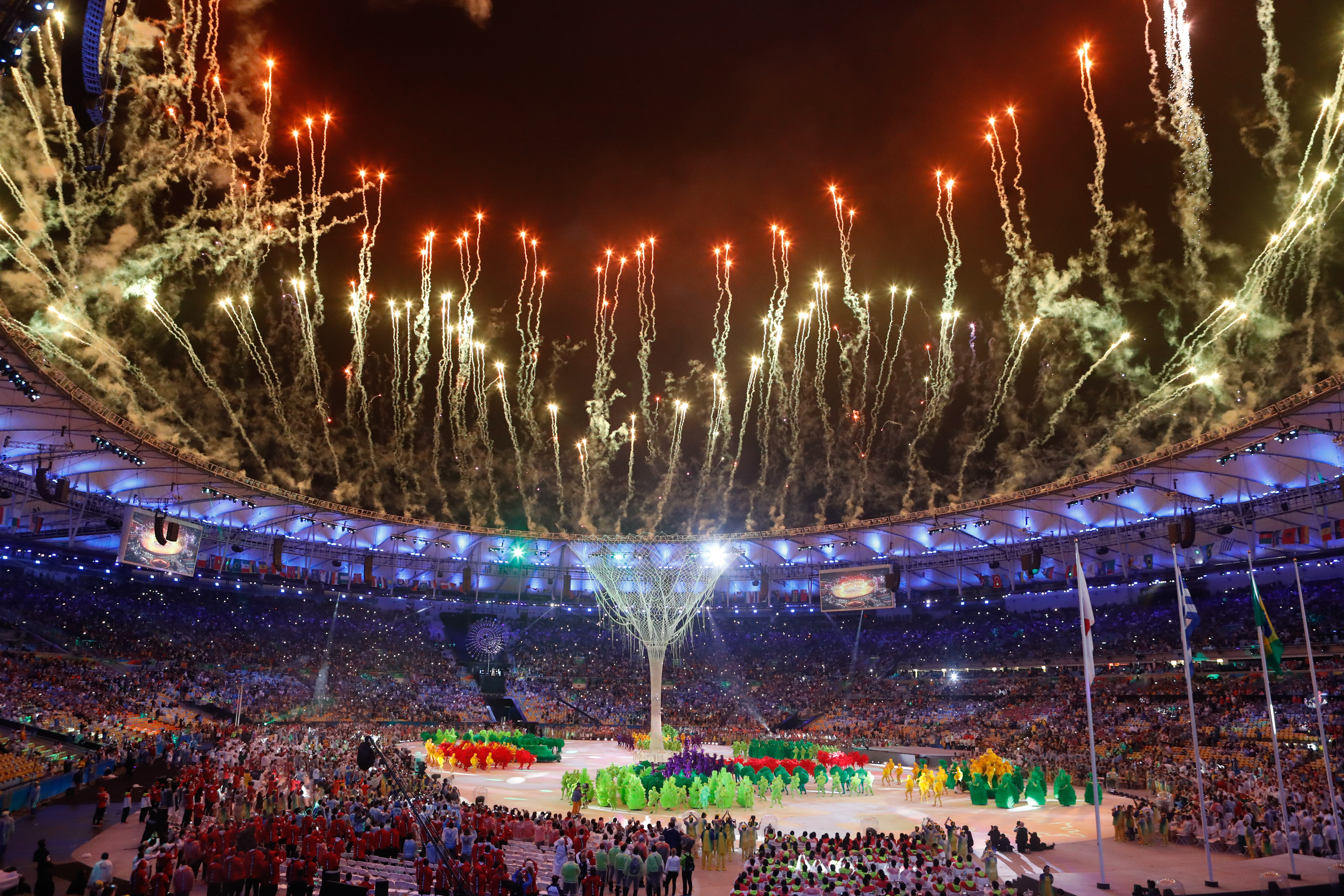
Momento final da cerimônia de encerramento, com a pira olímpica apagada ao fundo

Foram introduzidos quatro novos membros eleitos da comissão de atletas do Comitê Olímpico Internacional, a esgrimista Britta Heidemann da Alemanha, o tenista de mesa Ryu Seung-min da Coréia do Sul, o nadador Dániel Gyurta da Hungria e a saltadora com vara Yelena Isinbayeva da Rússia. O cantor Lenine cantou a música "Jack Soul Brasileiro", em homenagem aos voluntários dos Jogos. A cerimônia de entrega da bandeira começou como padrão com o Hino da Grécia seguido pelo hino olímpico. O prefeito do Rio de Janeiro Eduardo Paes entregou a bandeira ao presidente do Comitê Olímpico Internacional Thomas Bach, que, em seguida, entregou a governadora de Tóquio Yuriko Koike.
Como a carta olímpica determina, Tóquio, cidade-sede dos Jogos Olímpicos de Verão de 2020, fez uma apresentação de vídeo com vários personagens de jogos e animes proeminentes do país, como Captain Tsubasa, Doraemon, Pac-Man e Hello Kitty, até a aparição de Shinzō Abe, primeiro-ministro do Japão, que surgiu no estádio vestido com a fantasia de Mario Bros, um dos jogos de videogame mais populares do mundo.
Os discursos finais foram feitos pelo presidente do Comitê Organizador dos Jogos Rio 2016 Carlos Arthur Nuzman e pelo presidente do Comitê Olímpico Internacional, Thomas Bach. Mariene de Castro cantou em frente a pira olímpica, enquanto a chama era extinguida através de uma chuva artificial. A cerimônia terminou com uma queima de fogos e uma homenagem ao Carnaval do Rio de Janeiro. Um desfile de 250 artistas do Carnaval de 2017 foi conduzido pela modelo brasileira Izabel Goulart e pelo gari Renato Sorriso, com a música "Cidade Maravilhosa".

### Tecnologia

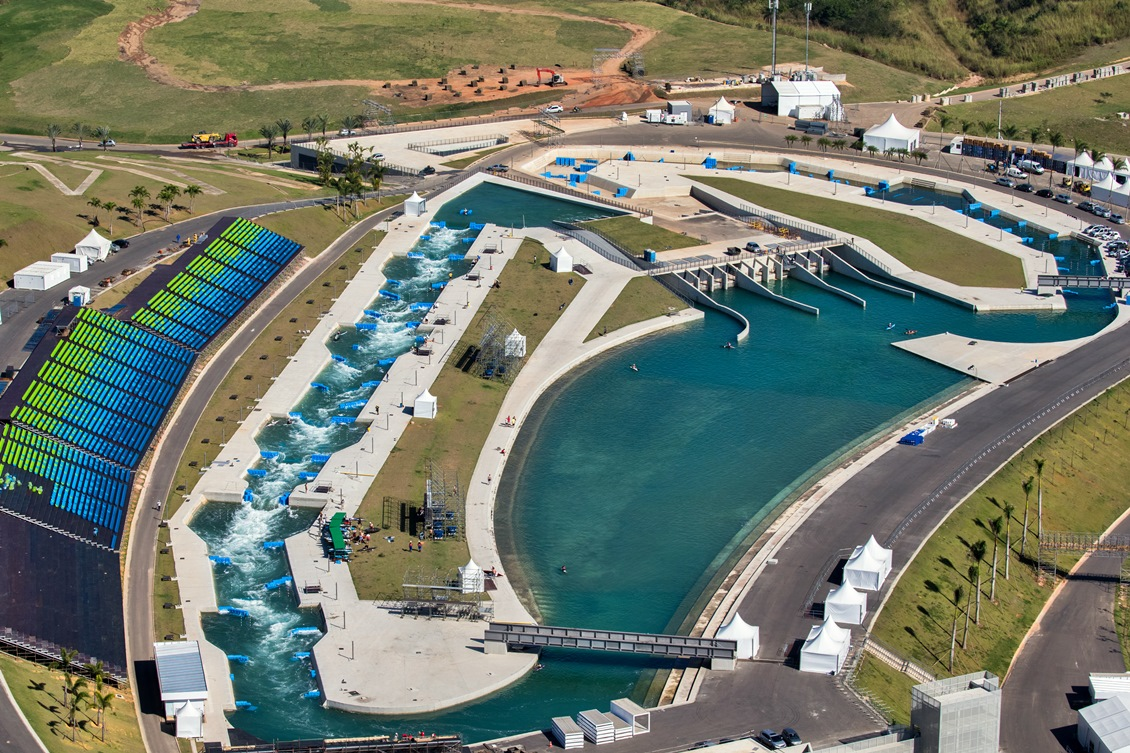
Estádio de Canoagem Slalom no Parque Olímpico de Deodoro

Os Jogos receberam tecnologias inéditas em diversas modalidades. Na natação, utilizou-se pela primeira vez em Jogos Olímpicos um contador eletrônico dentro das piscinas, embaixo de cada raia, que informa aos atletas a contagem de voltas no caso de provas mais longas. Anteriormente, essa contagem era feita através de placas manuais na borda, obrigando nadadores a olharem para fora da água.
As duas modalidades do voleibol contaram com a tecnologia do sistema de challenge (desafio), que é usado quando um time contesta a decisão do árbitro. Foram instaladas cerca de 10 câmeras em quadra e na rede para tirar dúvidas da arbitragem e também do público.
No tiro com arco, a pontuação deixou de depender apenas do olhar do árbitro e ganhou um sistema eletrônico que dá o resultado imediato na mesa técnica dos árbitros. No tiro esportivo, o alvo eletrônico evoluiu e passou a fazer a leitura e o cálculo do local do impacto do projétil por meio de um feixe de laser, em substituição ao modelo anterior por onda sonora. Além disso, pela primeira vez no mundo houve uma transmissão terrestre ao vivo em Resolução 8K.

### Programa esportivo

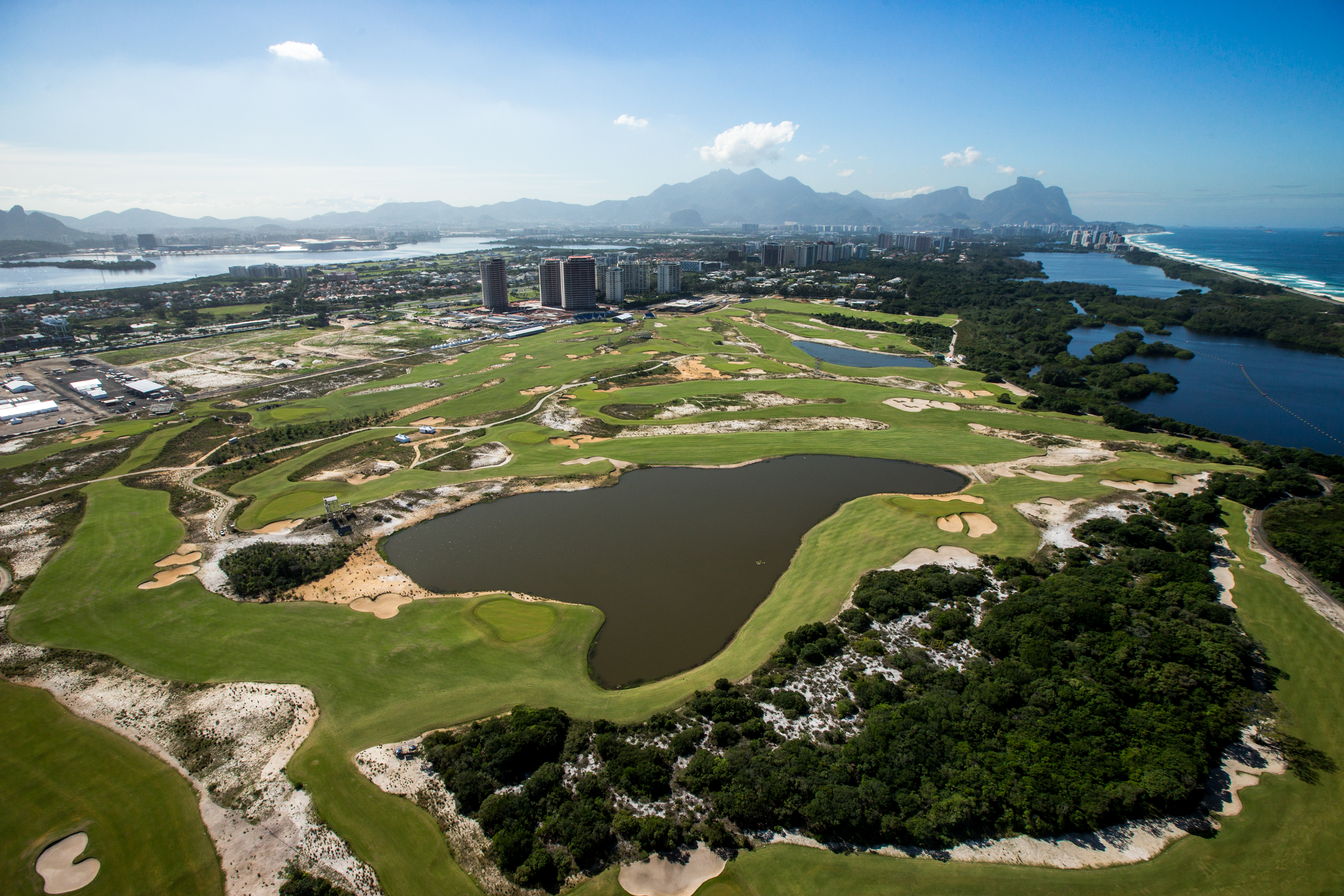
Campo Olímpico de Golfe na Barra da Tijuca

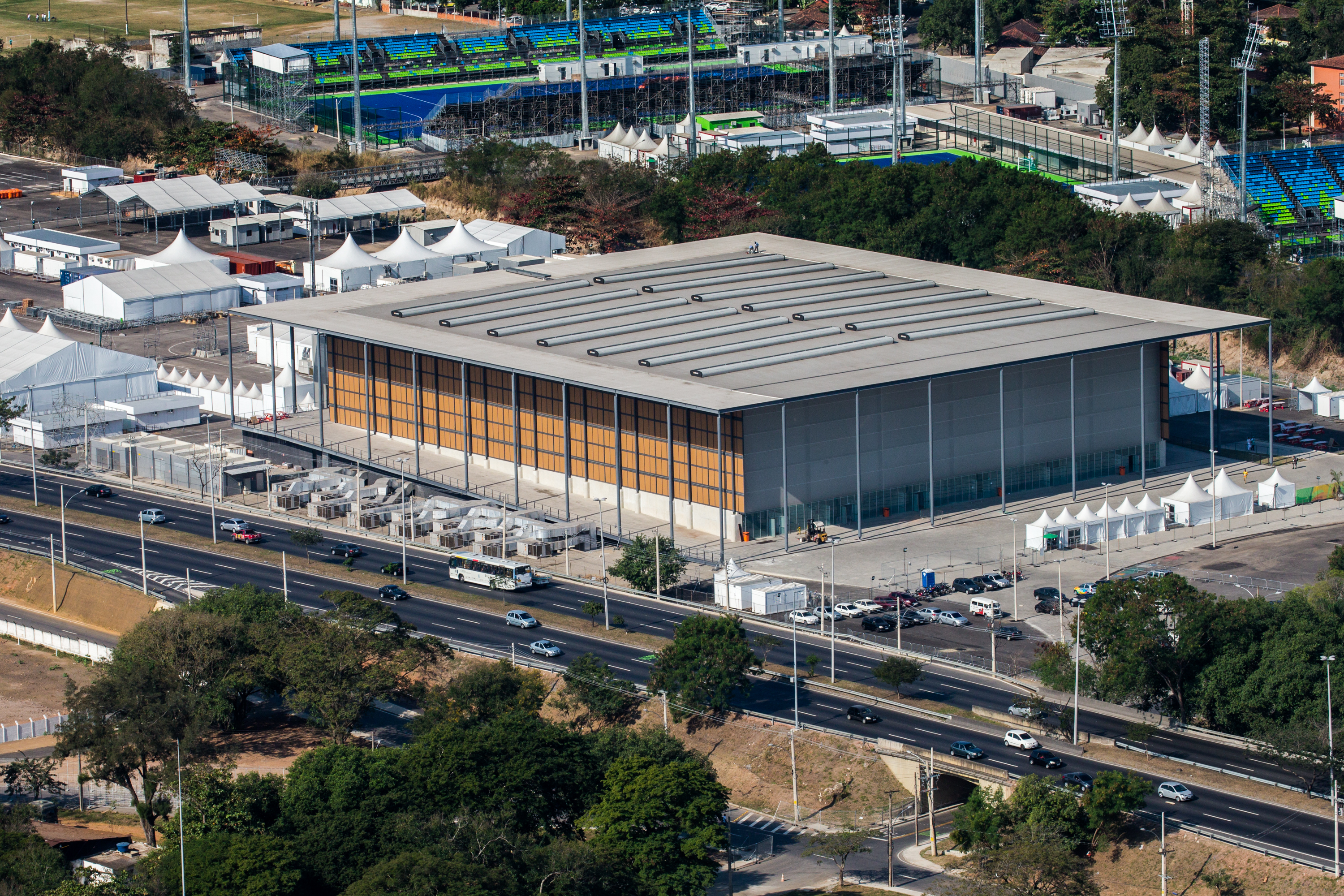
Arena da Juventude, no Parque Olímpico de Deodoro

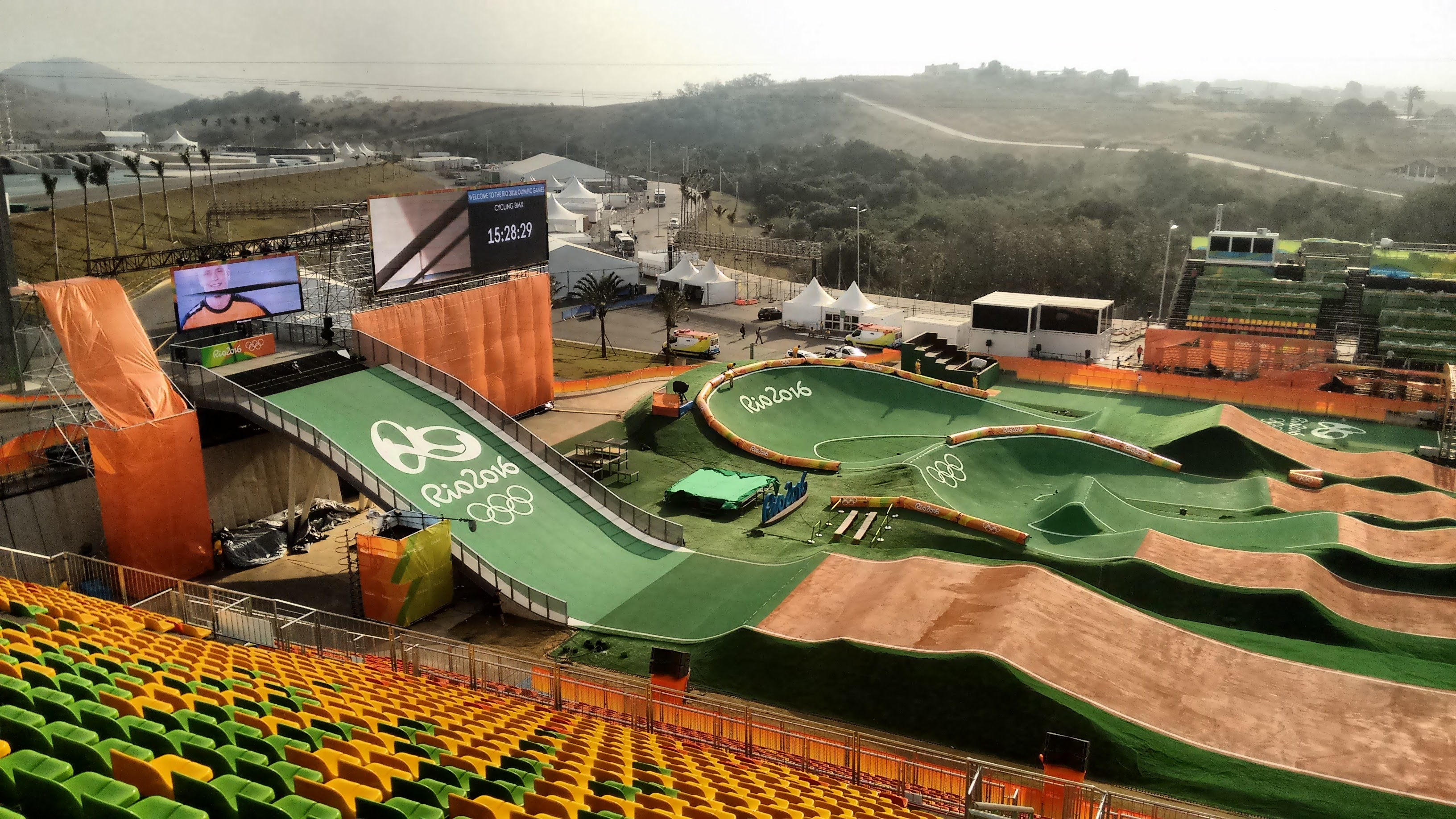
Centro Olímpico de BMX

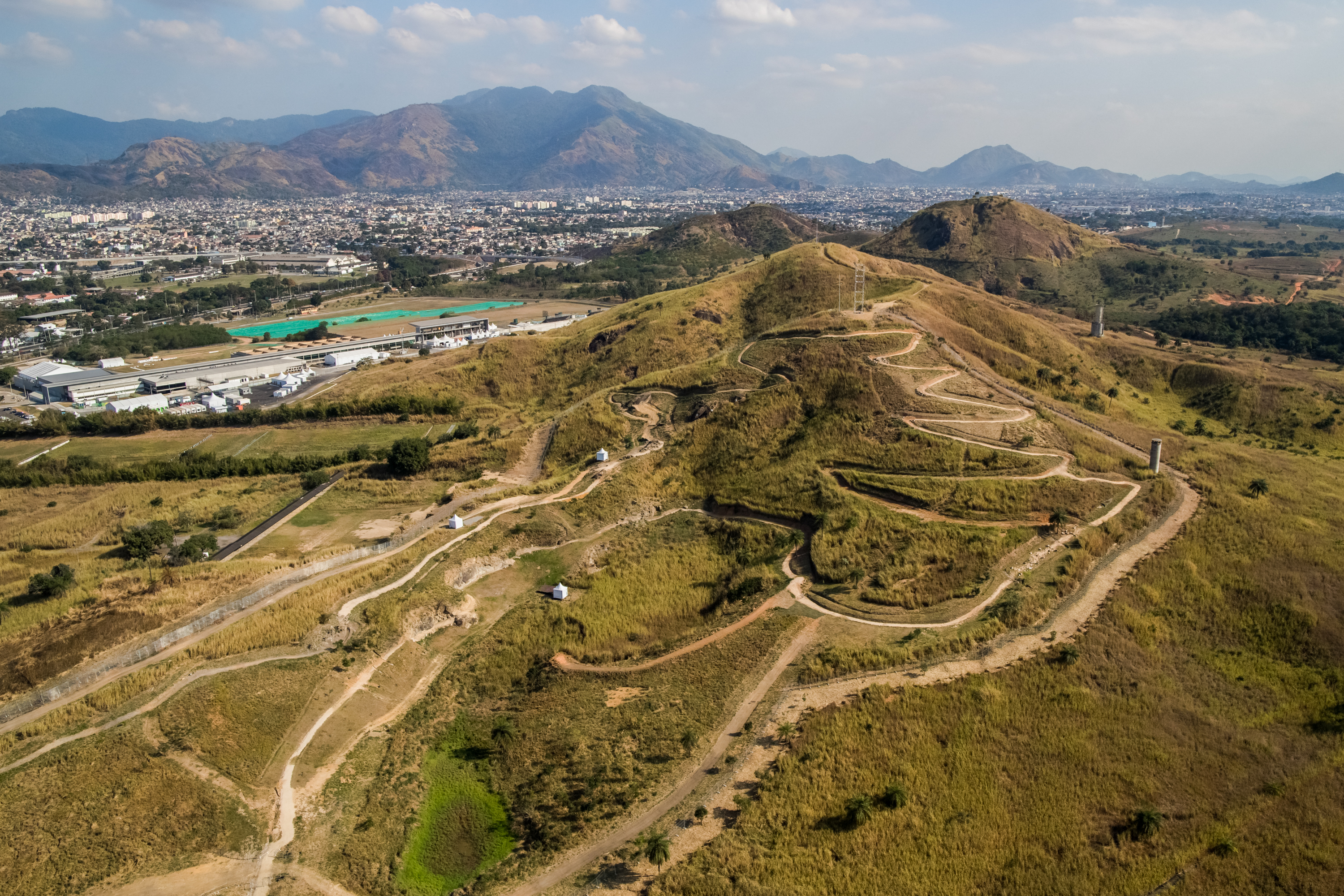
Centro Olímpico de Mountain Bike

O programa esportivo dos Jogos Olímpicos de 2016 teve 28 esportes, totalizando 42 modalidades. Ao contrário das edições anteriores, duas vagas estavam abertas para novos esportes, pois o beisebol e o softbol foram eliminados, em 2005, do programa dos Jogos Olímpicos de Verão de 2012, em Londres. O Comitê Executivo, após resultado de uma consultoria, anunciou os sete finalistas para estas duas vagas. Quatro deles já estiveram em edições anteriores de Jogos Olímpicos: beisebol e softbol, golfe (presente nos Jogos de 1900 e de 1904) e rugby sevens, uma variação do rugby (presente nas edições de 1900, 1908, 1920 e 1924). Completaram a lista de esportes-candidatos a patinação sobre rodas, o caratê e o squash. As respectivas federações fizeram suas apresentações para os membros do COI em junho de 2009.
Em agosto, o conselho executivo aprovou a inclusão do rugby sevens, por maioria de votos, eliminando assim, patinação e squash da disputa. Entre os três restantes (golfe, caratê e softbol) o conselho escolheu o golfe. A decisão sobre os dois esportes restantes foi feita em 9 de outubro de 2009, no último dia da 121ª Sessão do COI em que a cidade do Rio de Janeiro foi eleita como sede. Para serem aprovados os dois esportes precisavam de maioria simples de votos. Os membros do COI votaram para inclusão do rúgbi (63 votos a favor, 27 contra e duas abstenções) e do golfe (81 votos a favor, oito contra e uma abstenção) no programa dos Jogos a partir da edição do Rio de Janeiro. Os outros 26 esportes também foram ratificados pela maioria absoluta.
- Atletismo
- Badminton
- Basquetebol
- Boxe
- Canoagem  (slalom e velocidade)
- Ciclismo  (estrada, pista, BMX e Mountain Bike)
- Esgrima
- Futebol
- Ginástica  (artística, rítmica e trampolim)
- Golfe
- Halterofilismo
- Handebol
- Hipismo
- Hóquei sobre a grama
- Judô
- Lutas
- Nado sincronizado
- Natação
- Pentatlo moderno
- Polo aquático
- Remo
- Rugby sevens
- Saltos ornamentais
- Taekwondo
- Tênis
- Tênis de mesa
- Tiro
- Tiro com arco
- Triatlo
- Vela
- Voleibol
- Voleibol de praia

Em novembro de 2015, durante o Fórum Legislativo do Futebol, o então ministro dos esportes, George Hilton, afirmou que iria solicitar a inclusão do futsal como um esporte de demonstração. Porém, desde 1992 o COI vetou a inclusão de esportes de demonstração no programa olímpico. Em 2008 concedeu uma permissão especial ao Comitê Organizador dos Jogos de Pequim para a realização de uma competição paralela de wushu. O evento aconteceu nestes Jogos, com a permissão de um torneio de jogos eletrônicos (eGames) em iniciativa do governo do Reino Unido e como parte do London Games Festival. Assim, os atletas tiveram a disposição apenas o suporte da organização dos Jogos.

### Calendário
As caixas em azul representam uma competição, ou um evento qualificatório de determinada data. As caixas em amarelo representam um dia de competição valendo medalha. Cada ponto dentro das caixas representa uma disputa de medalha de ouro, e é uma ligação para a página do evento. A coluna T representa o total de finais do esporte. O calendário é adaptado do arquivo da candidatura e ainda não inclui eventuais provas novas, além do golfe e do rugby sevens que foram adicionados ao programa dois dias após o anúncio da cidade como sede dos Jogos Olímpicos em outubro de 2009.
| CA | Cerimônia de abertura | ● | Competições esportivas | 1 | Medalhas de ouro | EG | Exibição de gala | CE | Cerimônia de encerramento |

| Agosto                               | Agosto                               | 3 Qua | 4 Qui | 5 Sex | 6 Sáb | 7 Dom | 8 Seg | 9 Ter | 10 Qua | 11 Qui | 12 Sex | 13 Sáb | 14 Dom | 15 Seg | 16 Ter | 17 Qua | 18 Qui | 19 Sex | 20 Sáb | 21 Dom | Medalhas de ouro |
| ------------------------------------ | ------------------------------------ | ----- | ----- | ----- | ----- | ----- | ----- | ----- | ------ | ------ | ------ | ------ | ------ | ------ | ------ | ------ | ------ | ------ | ------ | ------ | ---------------- |
| Cerimônias (abertura / encerramento) | Cerimônias (abertura / encerramento) |       |       | CA    |       |       |       |       |        |        |        |        |        |        |        |        |        |        |        | CE     |                  |
| Atletismo                            | Atletismo                            |       |       |       |       |       |       |       |        |        | 3      | 5      | 4      | 5      | 5      | 4      | 6      | 7      | 7      | 1      | 47               |
| Badminton                            | Badminton                            |       |       |       |       |       |       |       |        | ●      | ●      | ●      | ●      | ●      | ●      | 1      | 1      | 2      | 1      |        | 5                |
| Basquetebol                          | Basquetebol                          |       |       |       | ●     | ●     | ●     | ●     | ●      | ●      | ●      | ●      | ●      | ●      | ●      | ●      | ●      | ●      | 1      | 1      | 2                |
| Boxe                                 | Boxe                                 |       |       |       | ●     | ●     | ●     | ●     | ●      | ●      | ●      | ●      | 1      | 1      | 1      | 1      | 1      | 1      | 3      | 4      | 13               |
| Canoagem                             | Slalom                               |       |       |       |       | ●     | ●     | 1     | 1      | 2      |        |        |        |        |        |        |        |        |        |        | 16               |
| Canoagem                             | Velocidade                           |       |       |       |       |       |       |       |        |        |        |        |        | ●      | 4      | ●      | 4      | ●      | 4      |        | 16               |
| Ciclismo                             | Ciclismo de estrada                  |       |       |       | 1     | 1     |       |       | 2      |        |        |        |        |        |        |        |        |        |        |        | 18               |
| Ciclismo                             | Ciclismo de pista                    |       |       |       |       |       |       |       |        | 1      | 2      | 2      | 1      | 1      | 3      |        |        |        |        |        | 18               |
| Ciclismo                             | BMX                                  |       |       |       |       |       |       |       |        |        |        |        |        |        |        | ●      | ●      | 2      |        |        | 18               |
| Ciclismo                             | Bicicleta de montanha                |       |       |       |       |       |       |       |        |        |        |        |        |        |        |        |        |        | 1      | 1      | 18               |
| Esgrima                              | Esgrima                              |       |       |       | 1     | 1     | 1     | 1     | 2      | 1      | 1      | 1      | 1      |        |        |        |        |        |        |        | 10               |
| Futebol                              | Futebol                              | ●     | ●     |       | ●     | ●     |       | ●     | ●      |        | ●      | ●      |        |        | ●      | ●      |        | 1      | 1      |        | 2                |
| Ginástica                            | Artística                            |       |       |       | ●     | ●     | 1     | 1     | 1      | 1      |        |        | 4      | 3      | 3      | EG     |        |        |        |        | 18               |
| Ginástica                            | Rítmica                              |       |       |       |       |       |       |       |        |        |        |        |        |        |        |        |        | ●      | 1      | 1      | 18               |
| Ginástica                            | Trampolim                            |       |       |       |       |       |       |       |        |        | 1      | 1      |        |        |        |        |        |        |        |        | 18               |
| Golfe                                | Golfe                                |       |       |       |       |       |       |       |        | ●      | ●      | ●      | 1      |        |        | ●      | ●      | ●      | 1      |        | 2                |
| Halterofilismo                       | Halterofilismo                       |       |       |       | 1     | 2     | 2     | 2     | 2      |        | 2      | 1      | 1      | 1      | 1      |        |        |        |        |        | 15               |
| Handebol                             | Handebol                             |       |       |       | ●     | ●     | ●     | ●     | ●      | ●      | ●      | ●      | ●      | ●      | ●      | ●      | ●      | ●      | 1      | 1      | 2                |
| Hipismo                              | Hipismo                              |       |       |       | ●     | ●     | ●     | 2     | ●      | ●      | 1      |        | ●      | 1      | ●      | 1      |        | 1      |        |        | 6                |
| Hóquei sobre a grama                 | Hóquei sobre a grama                 |       |       |       | ●     | ●     | ●     | ●     | ●      | ●      | ●      | ●      | ●      | ●      | ●      | ●      | 1      | 1      |        |        | 2                |
| Judô                                 | Judô                                 |       |       |       | 2     | 2     | 2     | 2     | 2      | 2      | 2      |        |        |        |        |        |        |        |        |        | 14               |
| Lutas                                | Lutas                                |       |       |       |       |       |       |       |        |        |        |        | 2      | 2      | 2      | 3      | 3      | 2      | 2      | 2      | 18               |
| Nado sincronizado                    | Nado sincronizado                    |       |       |       |       |       |       |       |        |        |        |        | ●      | ●      | 1      |        | ●      | 1      |        |        | 2                |
| Natação                              | Natação                              |       |       |       | 4     | 4     | 4     | 4     | 4      | 4      | 4      | 4      |        | 1      | 1      |        |        |        |        |        | 34               |
| Pentatlo moderno                     | Pentatlo moderno                     |       |       |       |       |       |       |       |        |        |        |        |        |        |        |        | ●      | 1      | 1      |        | 2                |
| Polo aquático                        | Polo aquático                        |       |       |       | ●     |       | ●     | ●     | ●      | ●      | ●      | ●      | ●      | ●      | ●      | ●      | ●      | 1      | 1      |        | 2                |
| Remo                                 | Remo                                 |       |       |       | ●     | ●     | ●     | ●     | 2      | 4      | 4      | 4      |        |        |        |        |        |        |        |        | 14               |
| Rugby sevens                         | Rugby sevens                         |       |       |       | ●     | ●     | 1     | ●     | ●      | 1      |        |        |        |        |        |        |        |        |        |        | 2                |
| Saltos ornamentais                   | Saltos ornamentais                   |       |       |       |       | 1     | 1     | 1     | 1      |        | ●      | ●      | 1      | ●      | 1      | ●      | 1      | ●      | 1      |        | 8                |
| Tiro                                 | Tiro                                 |       |       |       | 2     | 2     | 2     | 1     | 2      | 1      | 2      | 2      | 1      |        |        |        |        |        |        |        | 15               |
| Tiro com arco                        | Tiro com arco                        |       |       | ●     | 1     | 1     | ●     | ●     | ●      | 1      | 1      |        |        |        |        |        |        |        |        |        | 4                |
| Tênis                                | Tênis                                |       |       |       | ●     | ●     | ●     | ●     | ●      | ●      | 1      | 1      | 3      |        |        |        |        |        |        |        | 5                |
| Tênis de mesa                        | Tênis de mesa                        |       |       |       | ●     | ●     | ●     | ●     | 1      | 1      | ●      | ●      | ●      | ●      | 1      | 1      |        |        |        |        | 4                |
| Taekwondo                            | Taekwondo                            |       |       |       |       |       |       |       |        |        |        |        |        |        |        | 2      | 2      | 2      | 2      |        | 8                |
| Triatlo                              | Triatlo                              |       |       |       |       |       |       |       |        |        |        |        |        |        |        |        | 1      |        | 1      |        | 2                |
| Vela                                 | Vela                                 |       |       |       |       |       | ●     | ●     | ●      | ●      | ●      | ●      | 2      | 2      | 2      | 2      | 2      |        |        |        | 10               |
| Voleibol                             | Voleibol de praia                    |       |       |       | ●     | ●     | ●     | ●     | ●      | ●      | ●      | ●      | ●      | ●      | ●      | 1      | 1      |        |        |        | 4                |
| Voleibol                             | Voleibol                             |       |       |       | ●     | ●     | ●     | ●     | ●      | ●      | ●      | ●      | ●      | ●      | ●      | ●      | ●      | ●      | 1      | 1      | 4                |
| Total medalhas ouro                  | Total medalhas ouro                  |       |       |       | 12    | 14    | 14    | 15    | 20     | 19     | 24     | 21     | 22     | 17     | 25     | 16     | 23     | 22     | 30     | 12     | 306              |
| Total acumulativo                    | Total acumulativo                    |       |       |       | 12    | 26    | 40    | 55    | 75     | 94     | 118    | 139    | 161    | 178    | 203    | 219    | 242    | 264    | 294    | 306    |                  |
| Agosto                               | Agosto                               | 3 Qua | 4 Qui | 5 Sex | 6 Sáb | 7 Dom | 8 Seg | 9 Ter | 10 Qua | 11 Qui | 12 Sex | 13 Sáb | 14 Dom | 15 Seg | 16 Ter | 17 Qua | 18 Qui | 19 Sex | 20 Sáb | 21 Dom | Medalhas de ouro |

## Participantes

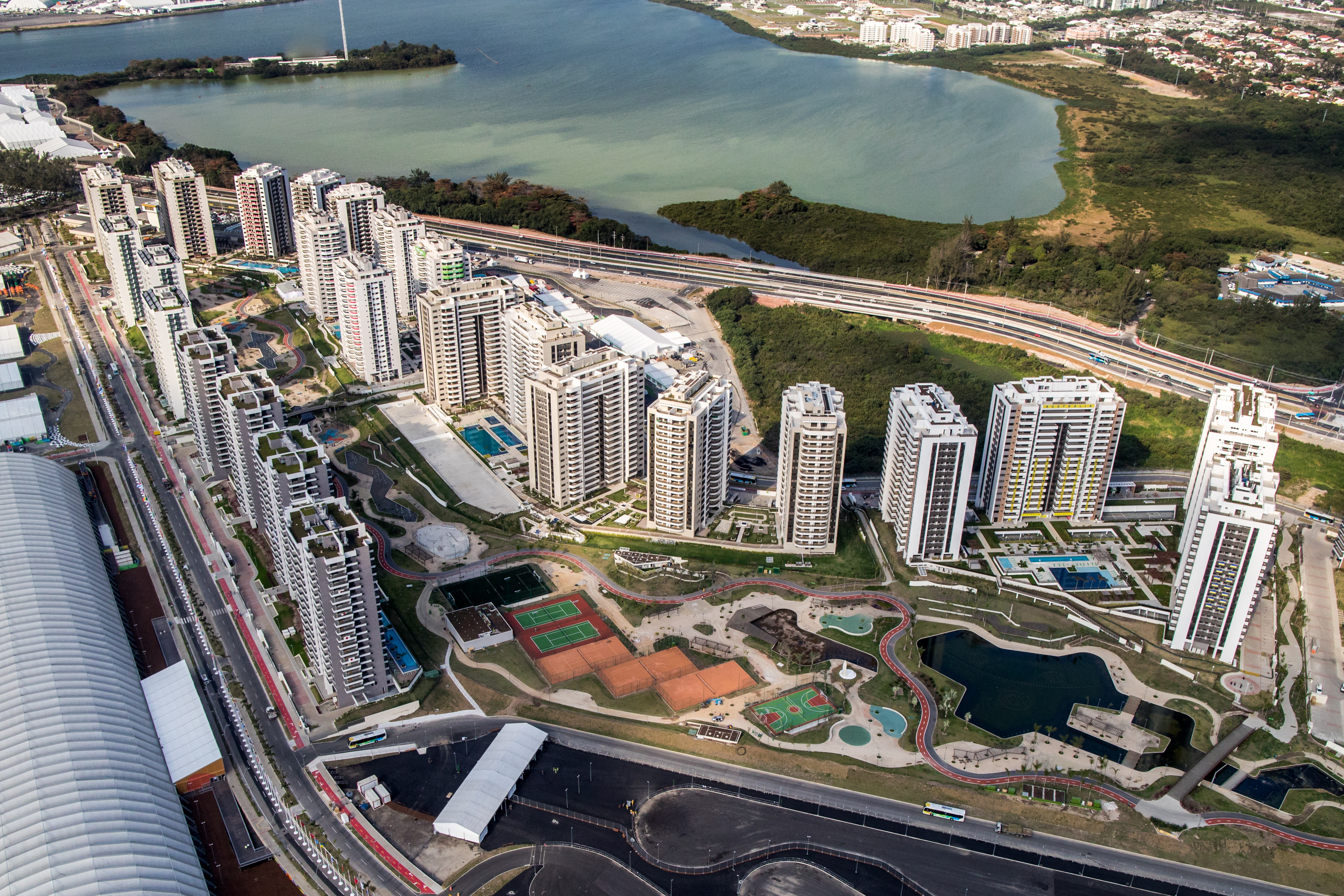
Vila Olímpica do Rio de Janeiro 2016

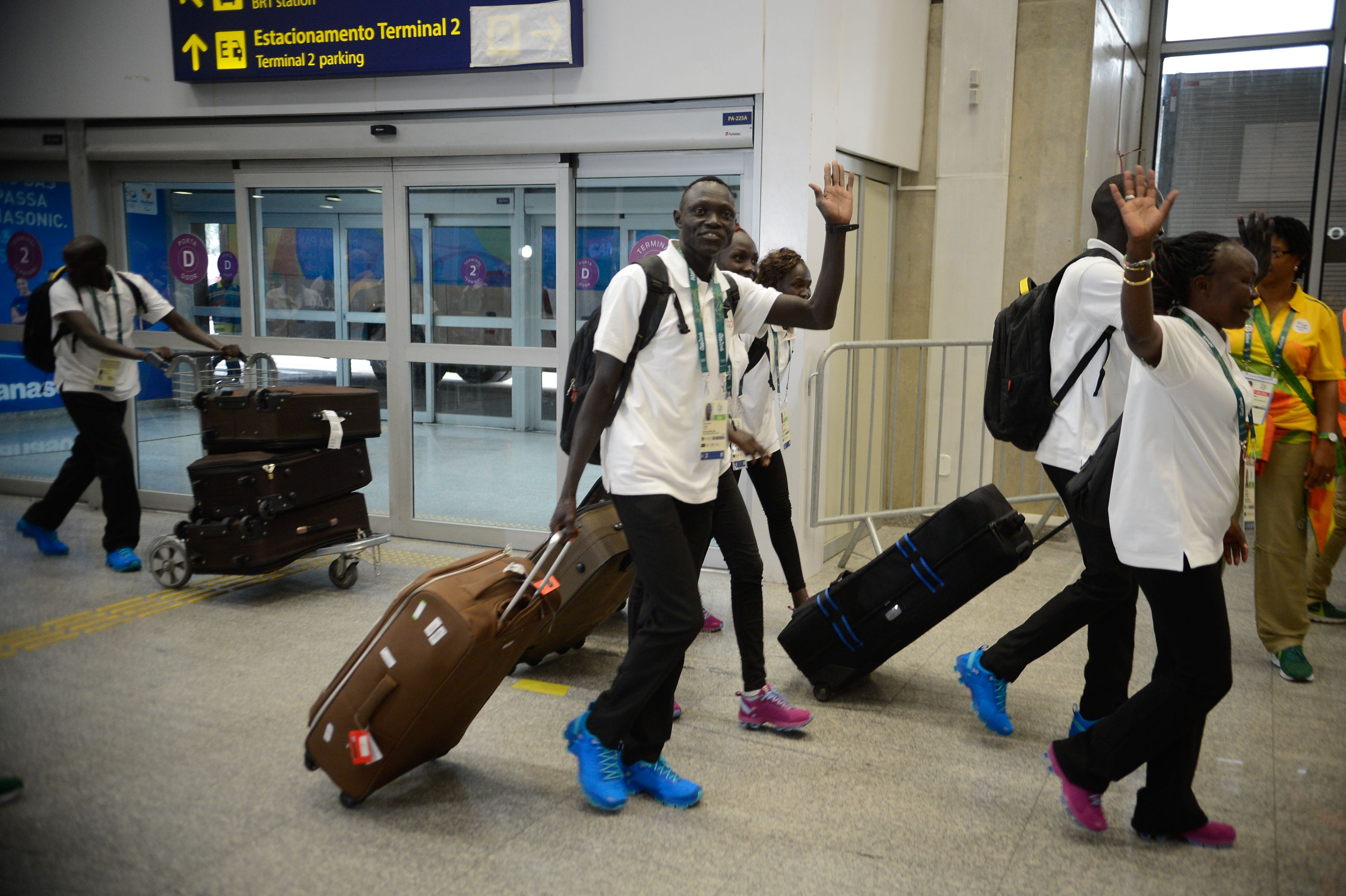
Atletas refugiados chegando ao Rio de Janeiro

Todos os 206 Comitês Olímpicos Nacionais garantiram a classificação de pelo menos um atleta aos Jogos. As primeiras três nações a qualificar atletas para os Jogos foram Alemanha, Reino Unido e Países Baixos, que qualificaram quatro atletas cada um.
Kosovo e Sudão do Sul tiveram seus CONs reconhecidos em 2014 e 2015, respectivamente, e estrearam em Jogos Olímpicos.
Por sua vez, em outubro de 2015, o Kuwait foi suspenso pelo COI pela segunda vez em cinco anos devido a interferências do governo no Comitê Olímpico do país, mas seus atletas classificados competiram sob a bandeira olímpica.

#### Atletas refugiados
Devido a crise migratória na Europa e por outras razões, o COI permitiu que determinados atletas competissem como independentes e sob a bandeira olímpica. Em Jogos Olímpicos anteriores os refugiados não eram elegíveis para competir devido à impossibilidade de representar seus respectivos CONs. Em 2 de março de 2016, o COI criou o time dos Atletas Olímpicos Refugiados (ROA), sendo que dentre 43 atletas refugiados considerados potencialmente elegíveis, entre cinco e dez deles serão escolhidos para formar a equipe.

#### Atletas independentes
Em novembro de 2015, a Rússia foi provisoriamente suspensa de todas as competições internacionais de atletismo pela Associação Internacional de Federações de Atletismo (IAAF - sigla em inglês) após um relatório da Agência Mundial Antidoping (WADA) em um amplo programa de doping no país com ajuda do governo. A IAAF anunciou que permitiria que atletas russos independentes se candidatassem por "elegibilidade excepcional" para participar dos Jogos como atletas "neutros", se fosse verificado de forma independente que eles não haviam se envolvido em doping nem com o programa de doping russo.
Em 24 de julho de 2016, o COI rejeitou as recomendações da IAAF e da WADA para permitir que os atletas limpos para competissem de forma neutra, afirmando que a Carta Olímpica "não prevê atletas neutros" e que cabe ao Comitê Olímpico Nacional de cada país decidir quais atletas competirão.
| \| - AFG Afeganistão (3) - RSA África do Sul (137) - ALB Albânia (6) - GER Alemanha (425) - AND Andorra (5) - ANG Angola (25) - ANT Antígua e Barbuda (9) - KSA Arábia Saudita (12) - ALG Argélia (67) - ARG Argentina (213) - ARM Armênia (33) - ARU Aruba (7) - IOA Atletas Olímpicos Independentes (9) - AUS Austrália (71) - AUT Áustria (421) - AZE Azerbaijão (56) - BAH Bahamas (28) - BRN Barém (35) - BAN Bangladesh (7) - BAR Barbados (12) - BEL Bélgica (108) - BIZ Belize (3) - BEN Benim (6) - BER Bermudas (8) - BLR Bielorrússia (121) - BOL Bolívia (12) - BIH Bósnia e Herzegovina (11) - BOT Botsuana (12) - BRA Brasil (465) (sede) - BRU Brunei (3) - BUL Bulgária (51) - BUR Burquina Fasso (5) - BDI Burundi (9) - BHU Butão (2) - CPV Cabo Verde (5) - CMR Camarões (24) - CAM Camboja (6) - CAN Canadá (314) - QAT Catar (38) - KAZ Cazaquistão (104) - CHA Chade (2) - CHI Chile (42) - CHN China (413) - CYP Chipre (16) - COL Colômbia (147) - COM Comores (4) - CGO Congo (10) - PRK Coreia do Norte (35) - KOR Coreia do Sul (205) - CIV Costa do Marfim (12) - CRC Costa Rica (10) - CRO Croácia (87) - CUB Cuba (120) - DEN Dinamarca (122) - DJI Djibuti (7) - DMA Dominica (2) - EGY Egito (120) - ESA El Salvador (8) - UAE Emirados Árabes Unidos (13) - ROT Equipe Olímpica de Refugiados (10) - ECU Equador (38) - ERI Eritreia (12) - SVK Eslováquia (51) - SLO Eslovênia (61) - ESP Espanha (306) - FSM Estados Federados da Micronésia (5) - USA Estados Unidos (554) - EST Estônia (45) - ETH Etiópia (34) \| - FIJ Fiji (51) - PHI Filipinas (13) - FIN Finlândia (56) - FRA França (395) - GAB Gabão (6) - GAM Gâmbia (4) - GHA Gana (14) - GEO Geórgia (39) - GBR Grã-Bretanha (366) - GRE Grécia (95) - GRN Granada (6) - GUM Guam (5) - GUA Guatemala (21) - GUY Guiana (6) - GUI Guiné (5) - GBS Guiné-Bissau (5) - GEQ Guiné Equatorial (2) - HAI Haiti (10) - HON Honduras (26) - HKG Hong Kong (38) - HUN Hungria (160) - YEM Iêmen (4) - CAY Ilhas Cayman (5) - COK Ilhas Cook (9) - MHL Ilhas Marshall (5) - SOL Ilhas Salomão (3) - ISV Ilhas Virgens Americanas (7) - IVB Ilhas Virgens Britânicas (4) - IND Índia (124) - INA Indonésia (28) - IRI Irã (64) - IRQ Iraque (23) - IRL Irlanda (77) - ISL Islândia (8) - ISR Israel (48) - ITA Itália (309) - JAM Jamaica (68) - JPN Japão (333) - JOR Jordânia (8) - KIR Kiribati (3) - KOS Kosovo (8) - LAO Laos (6) - LES Lesoto (8) - LAT Letônia (34) - LIB Líbano (9) - LBR Libéria (2) - LBA Líbia (7) - LIE Liechtenstein (3) - LTU Lituânia (67) - LUX Luxemburgo (10) - MAD Madagascar (6) - MAS Malásia (32) - MDV Maldivas (4) - MWI Malawi (5) - MLI Mali (6) - MLT Malta (7) - MAR Marrocos (51) - MRI Maurício (12) - MTN Mauritânia (2) - MEX México (125) - MYA Mianmar (7) - MOZ Moçambique (6) - MDA Moldávia (23) - MON Mônaco (3) - MGL Mongólia (43) - MNE Montenegro (34) - NAM Namíbia (10) - NRU Nauru (2) - NEP Nepal (7) \| - NCA Nicarágua (5) - NIG Níger (6) - NGR Nigéria (75) - NOR Noruega (62) - NZL Nova Zelândia (199) - OMA Omã (4) - NED Países Baixos (242) - PLW Palau (5) - PLE Palestina (6) - PAN Panamá (10) - PNG Papua-Nova Guiné (8) - PAK Paquistão (7) - PAR Paraguai (11) - PER Peru (29) - POL Polônia (243) - PUR Porto Rico (42) - POR Portugal (92) - KEN Quênia (89) - KGZ Quirguistão (19) - CAF República Centro-Africana (6) - CZE República Checa (105) - COD República Democrática do Congo (4) - DOM República Dominicana (29) - MKD República da Macedônia (6) - ROU Romênia (97) - RWA Ruanda (8) - RUS Rússia (265) - SAM Samoa (8) - ASA Samoa Americana (4) - SMR San Marino (5) - LCA Santa Lúcia (5) - SKN São Cristóvão e Neves (7) - STP São Tomé e Príncipe (3) - VIN São Vicente e Granadinas (4) - SEN Senegal (22) - SLE Serra Leoa (2) - SRB Sérvia (104) - SEY Seicheles (10) - SIN Singapura (25) - SYR Síria (7) - SOM Somália (2) - SRI Sri Lanka (9) - SWZ Suazilândia (2) - SDN Sudão (6) - SSD Sudão do Sul (3) - SWE Suécia (152) - SUI Suíça (104) - SUR Suriname (6) - TPE Taipé Chinês (60) - THA Tailândia (46) - TJK Tajiquistão (7) - TAN Tanzânia (7) - TLS Timor-Leste (3) - TOG Togo (5) - TON Tonga (7) - TTO Trinidad e Tobago (32) - TUN Tunísia (61) - TKM Turcomenistão (9) - TUR Turquia (103) - TUV Tuvalu (1) - UKR Ucrânia (203) - UGA Uganda (21) - URU Uruguai (17) - UZB Uzbequistão (70) - VAN Vanuatu (4) - VEN Venezuela (87) - VIE Vietnã (23) - ZAM Zâmbia (7) - ZIM Zimbabwe (31) \| | | |
| - AFG Afeganistão (3) - RSA África do Sul (137) - ALB Albânia (6) - GER Alemanha (425) - AND Andorra (5) - ANG Angola (25) - ANT Antígua e Barbuda (9) - KSA Arábia Saudita (12) - ALG Argélia (67) - ARG Argentina (213) - ARM Armênia (33) - ARU Aruba (7) - IOA Atletas Olímpicos Independentes (9) - AUS Austrália (71) - AUT Áustria (421) - AZE Azerbaijão (56) - BAH Bahamas (28) - BRN Barém (35) - BAN Bangladesh (7) - BAR Barbados (12) - BEL Bélgica (108) - BIZ Belize (3) - BEN Benim (6) - BER Bermudas (8) - BLR Bielorrússia (121) - BOL Bolívia (12) - BIH Bósnia e Herzegovina (11) - BOT Botsuana (12) - BRA Brasil (465) (sede) - BRU Brunei (3) - BUL Bulgária (51) - BUR Burquina Fasso (5) - BDI Burundi (9) - BHU Butão (2) - CPV Cabo Verde (5) - CMR Camarões (24) - CAM Camboja (6) - CAN Canadá (314) - QAT Catar (38) - KAZ Cazaquistão (104) - CHA Chade (2) - CHI Chile (42) - CHN China (413) - CYP Chipre (16) - COL Colômbia (147) - COM Comores (4) - CGO Congo (10) - PRK Coreia do Norte (35) - KOR Coreia do Sul (205) - CIV Costa do Marfim (12) - CRC Costa Rica (10) - CRO Croácia (87) - CUB Cuba (120) - DEN Dinamarca (122) - DJI Djibuti (7) - DMA Dominica (2) - EGY Egito (120) - ESA El Salvador (8) - UAE Emirados Árabes Unidos (13) - ROT Equipe Olímpica de Refugiados (10) - ECU Equador (38) - ERI Eritreia (12) - SVK Eslováquia (51) - SLO Eslovênia (61) - ESP Espanha (306) - FSM Estados Federados da Micronésia (5) - USA Estados Unidos (554) - EST Estônia (45) - ETH Etiópia (34) | - FIJ Fiji (51) - PHI Filipinas (13) - FIN Finlândia (56) - FRA França (395) - GAB Gabão (6) - GAM Gâmbia (4) - GHA Gana (14) - GEO Geórgia (39) - GBR Grã-Bretanha (366) - GRE Grécia (95) - GRN Granada (6) - GUM Guam (5) - GUA Guatemala (21) - GUY Guiana (6) - GUI Guiné (5) - GBS Guiné-Bissau (5) - GEQ Guiné Equatorial (2) - HAI Haiti (10) - HON Honduras (26) - HKG Hong Kong (38) - HUN Hungria (160) - YEM Iêmen (4) - CAY Ilhas Cayman (5) - COK Ilhas Cook (9) - MHL Ilhas Marshall (5) - SOL Ilhas Salomão (3) - ISV Ilhas Virgens Americanas (7) - IVB Ilhas Virgens Britânicas (4) - IND Índia (124) - INA Indonésia (28) - IRI Irã (64) - IRQ Iraque (23) - IRL Irlanda (77) - ISL Islândia (8) - ISR Israel (48) - ITA Itália (309) - JAM Jamaica (68) - JPN Japão (333) - JOR Jordânia (8) - KIR Kiribati (3) - KOS Kosovo (8) - LAO Laos (6) - LES Lesoto (8) - LAT Letônia (34) - LIB Líbano (9) - LBR Libéria (2) - LBA Líbia (7) - LIE Liechtenstein (3) - LTU Lituânia (67) - LUX Luxemburgo (10) - MAD Madagascar (6) - MAS Malásia (32) - MDV Maldivas (4) - MWI Malawi (5) - MLI Mali (6) - MLT Malta (7) - MAR Marrocos (51) - MRI Maurício (12) - MTN Mauritânia (2) - MEX México (125) - MYA Mianmar (7) - MOZ Moçambique (6) - MDA Moldávia (23) - MON Mônaco (3) - MGL Mongólia (43) - MNE Montenegro (34) - NAM Namíbia (10) - NRU Nauru (2) - NEP Nepal (7) | - NCA Nicarágua (5) - NIG Níger (6) - NGR Nigéria (75) - NOR Noruega (62) - NZL Nova Zelândia (199) - OMA Omã (4) - NED Países Baixos (242) - PLW Palau (5) - PLE Palestina (6) - PAN Panamá (10) - PNG Papua-Nova Guiné (8) - PAK Paquistão (7) - PAR Paraguai (11) - PER Peru (29) - POL Polônia (243) - PUR Porto Rico (42) - POR Portugal (92) - KEN Quênia (89) - KGZ Quirguistão (19) - CAF República Centro-Africana (6) - CZE República Checa (105) - COD República Democrática do Congo (4) - DOM República Dominicana (29) - MKD República da Macedônia (6) - ROU Romênia (97) - RWA Ruanda (8) - RUS Rússia (265) - SAM Samoa (8) - ASA Samoa Americana (4) - SMR San Marino (5) - LCA Santa Lúcia (5) - SKN São Cristóvão e Neves (7) - STP São Tomé e Príncipe (3) - VIN São Vicente e Granadinas (4) - SEN Senegal (22) - SLE Serra Leoa (2) - SRB Sérvia (104) - SEY Seicheles (10) - SIN Singapura (25) - SYR Síria (7) - SOM Somália (2) - SRI Sri Lanka (9) - SWZ Suazilândia (2) - SDN Sudão (6) - SSD Sudão do Sul (3) - SWE Suécia (152) - SUI Suíça (104) - SUR Suriname (6) - TPE Taipé Chinês (60) - THA Tailândia (46) - TJK Tajiquistão (7) - TAN Tanzânia (7) - TLS Timor-Leste (3) - TOG Togo (5) - TON Tonga (7) - TTO Trinidad e Tobago (32) - TUN Tunísia (61) - TKM Turcomenistão (9) - TUR Turquia (103) - TUV Tuvalu (1) - UKR Ucrânia (203) - UGA Uganda (21) - URU Uruguai (17) - UZB Uzbequistão (70) - VAN Vanuatu (4) - VEN Venezuela (87) - VIE Vietnã (23) - ZAM Zâmbia (7) - ZIM Zimbabwe (31) |

## Quadro de medalhas
Das 207 delegações presentes nos Jogos do Rio, 59 terminaram com ao menos uma medalha de ouro e 87 com ao menos uma medalha. Nove nações conquistaram a medalha de ouro pela primeira vez. A primeira medalha de ouro foi conquistada pela atiradora Virginia Thrasher, dos Estados Unidos, ao vencer a prova da carabina de ar 10 m. As medalhas de prata e de bronze foram conquistadas pelas chinesas Du Li e Yi Siling.

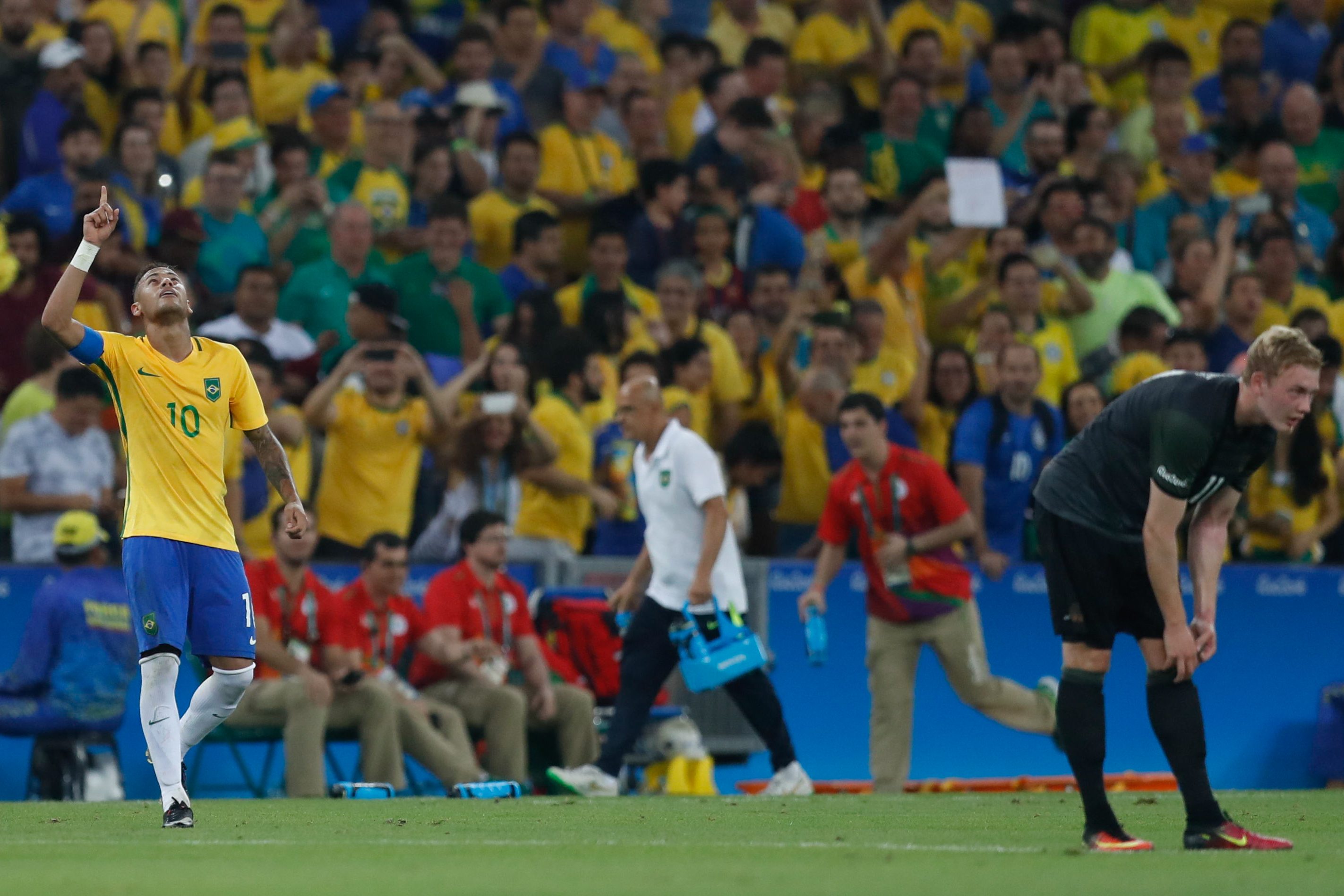
Final do futebol olímpico no Estádio do Maracanã, a esquerda Neymar e a direita Julian Brandt.

Os nove países que conquistaram pela primeira vez a medalhas de ouro foram o Bahrein, com Ruth Jebeth no atletismo; Singapura, com Joseph Schooling, na natação; Costa do Marfim, com Cheick Sallah Cisse Junior, no taekwondo; Fiji, com a equipe de rugby sevens masculino; Jordânia, com Ahmad Abughaush, no taekwondo; Kosovo, com Majlinda Kelmendi, do judô; Porto Rico, com Mónica Puig no tênis; Tadjiquistão, com Dilshod Nazarov, no atletismo e Vietnã, com Hoàng Xuân Vinh, no tiro. Além deles, no tiro, o kuwaitiano Fehaid Al-Deehani se tornou no primeiro Atleta Olímpico Independente a ganhar uma medalha de ouro na história dos Jogos Olímpicos.
Nestes Jogos, os Estados Unidos conquistaram sua milésima medalha de ouro. De acordo com os números do Comitê Olímpico do país, ela foi obtida no dia 13 de agosto, após a vitória da equipe do revezamento 4x100 medley feminino na natação, com Kathleen Baker, Lilly King, Dana Vollmer e Simone Manuel. Porém, por conta de divergências históricas nos Jogos Olímpicos de Verão de 1904, há quem conteste, e diz que a milésima medalha de ouro foi obtida neste mesmo dia, mas pela equipe do revezamento 4x100 medley masculino na natação, com Cody Miller, Michael Phelps, Nathan Adrian e Ryan Murphy.
Quanto aos países lusófonos, apenas Brasil e Portugal conquistaram medalhas. Os anfitriões encerraram os Jogos com o título de voleibol masculino, totalizando 19 medalhas no seu melhor desempenho da história. Isaquias Queiroz se destacou como primeiro brasileiro a ganhar três medalhas na mesma Olimpíada. O Brasil conquistou o inédito título olímpico no futebol masculino, derrotando a Alemanha nos pênaltis. Já Portugal conquistou só um bronze através de Telma Monteiro, do judô, mas mesmo assim alcançou um dos seus melhores desempenhos gerais de sempre.
     País sede destacado
| Ordem                                                 | País               | Medalha de ouro | Medalha de prata | Medalha de bronze |     |  |
| ----------------------------------------------------- | ------------------ | --------------- | ---------------- | ----------------- | --- |  |
| 1                                                     | USA Estados Unidos | 46              | 37               | 38                | 121 |  |
| 2                                                     | GBR Grã-Bretanha   | 27              | 23               | 17                | 67  |  |
| 3                                                     | CHN China          | 26              | 18               | 26                | 70  |  |
| 4                                                     | RUS Rússia         | 19              | 18               | 19                | 56  |  |
| 5                                                     | GER Alemanha       | 17              | 10               | 15                | 42  |  |
| 6                                                     | JPN Japão          | 12              | 8                | 21                | 41  |  |
| 7                                                     | FRA França         | 10              | 18               | 14                | 42  |  |
| 8                                                     | KOR Coreia do Sul  | 9               | 3                | 9                 | 21  |  |
| 9                                                     | ITA Itália         | 8               | 12               | 8                 | 28  |  |
| 10                                                    | AUS Austrália      | 8               | 11               | 10                | 29  |  |
|                                                       |                    |                 |                  |                   |     |  |
| 13                                                    | BRA Brasil         | 7               | 6                | 6                 | 19  |  |
| 78                                                    | POR Portugal       |                 |                  | 1                 | 1   |  |
| Os demais países lusófonos não conquistaram medalhas. |                    |                 |                  |                   |     |  |

Fonte: 

## Destaques

### Recordes

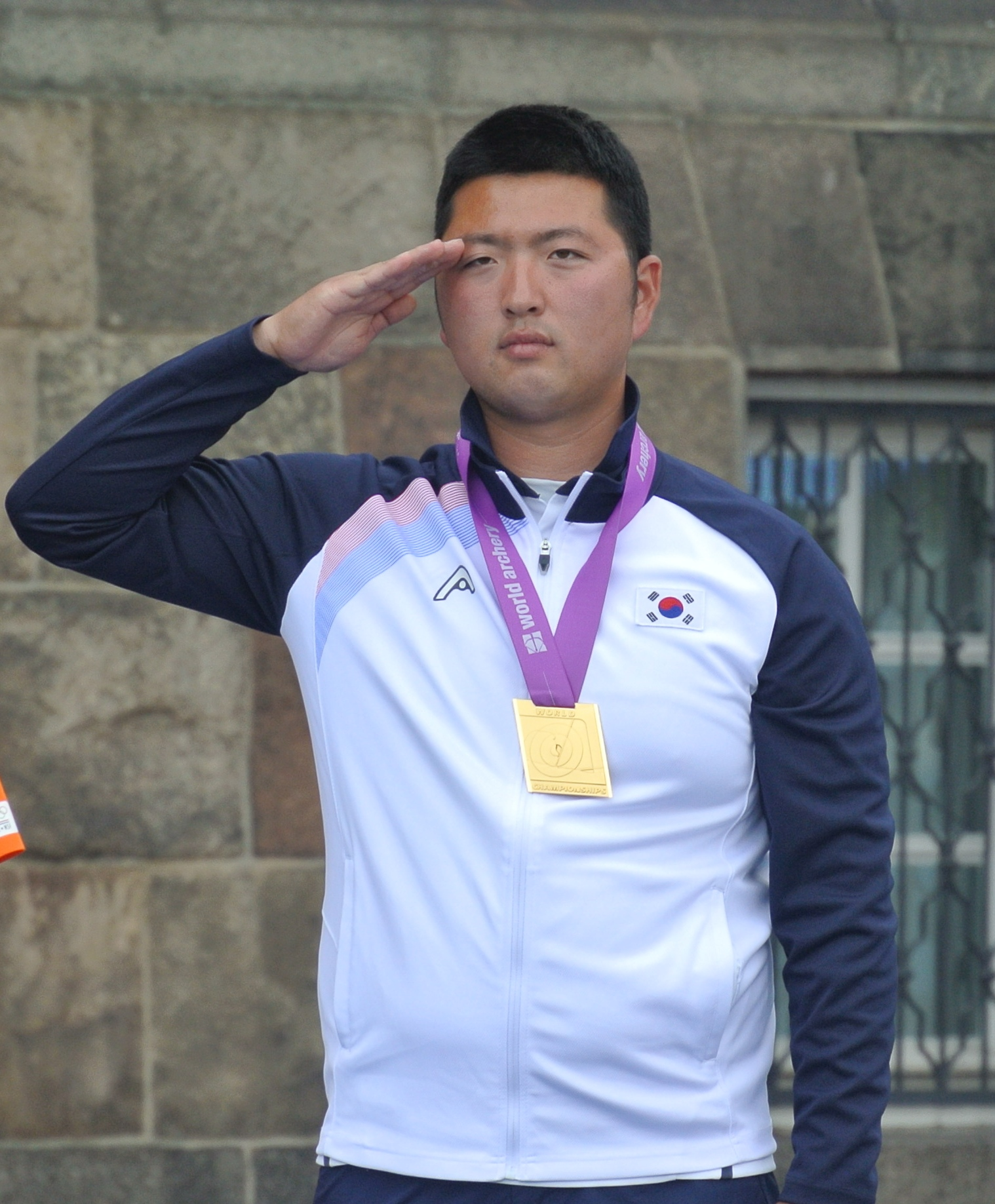
O sul-coreano Kim Woo-jin foi o primeiro atleta a quebrar um recorde olímpico durante os jogos.

Um total de 65 recordes olímpicos e 19 recordes mundiais foram superados no evento. O primeiro recorde mundial quebrado foi logo no primeiro dia do evento, na qualificação do tiro com arco individual masculino: o sul-coreano Kim Woo-jin marcou 700 em 720 possíveis e ultrapassou o recorde anterior feito nos Jogos Olímpicos de 2012 pelo compatriota Im Dong-Hyun.
O ciclismo foi a modalidade que mais se destacou na quebra de recordes, com 26 novos melhores tempos no ciclismo de pista, entre recordes mundiais e olímpicos. É um número 30% maior do que as 20 quebras registradas em Londres 2012 e impressionantes 550 por cento superior às quatro de Pequim 2008. Vários fatores contribuíram para o recorde de novos recordes: mais e novas provas e o próprio velódromo, como dizem atletas e especialistas. Já a natação registrou o maior número absoluto de quebras de recordes, já que possui um grande número de provas. Foram 31 recordes.

### Doping
Em 12 de agosto, a Associação Chinesa de Natação anunciou que nadadora Chen Xinyi, 4.ª colocada nos 100 m borboleta, testou positivo para o diurético hidroclorotiazida. A coleta da amostra de seu sangue não ocorreu no Brasil. Mas ela viajou ao Rio de Janeiro sem saber que o teste havia dado positivo. A atleta solicitou a contraprova, que em caso de novo resultado positivo, anulará a posição e o tempo de 56 segundos e 72 centésimos. Neste mesmo dia, foi-se noticiado que a atleta búlgara Silvia Danekova, que competiria na prova dos 3 000 m, foi alvo de um teste que detectou EPO em seu sangue. Os testes ocorreram logo que ela chegou ao Rio, no dia 26 de julho. Ainda no dia 12 de agosto, mais dois atletas foram suspensos por terem testado positivo em exames antidoping realizados antes de as competições começarem. Os atletas pegos são: o brasileiro Kleber Ramos (ciclismo de estrada), flagrado com a substância CERA, e o polonês Tomasz Zielinski (levantamento de peso), cujo exame indicou a presença da substância 19-Norandrosterona no organismo.
No dia 18 de agosto, o atleta do Quirguistão, Izzat Artykov, que havia conquistado a medalha de bronze no levantamento de peso até 69Kg, foi flagrado com a substância estricnina. Com isso, ele tornou-se o primeiro medalhista a ser excluído dos Jogos Olímpicos do Rio por doping. Em 19 de agosto, Serghei Tarnovschi, da Moldávia, que ganhou a medalha de bronze na disputa da categoria C1 1 000 m, chegou a ter sua medalha cassada pela Comissão Disciplinar do Comitê Olímpico Internacional (COI). Porém, a Comissão do COI voltou atrás e informou que o resultado será mantido até que todos os procedimentos legais ligados ao caso sejam concluídos. Mesmo com a correção, o atleta não pôde disputar a prova do C2 1 000 m. No mesmo dia, o Tribunal Arbitral do Esporte (TAS) anunciou que o atleta do Quirguistão Izzat Artykov testou positivo para a substância estricnina. Ele conquistou a medalha de bronze no levantamento de peso até 69 kg. O atleta foi excluído da Olimpíada e sua credencial retirada, entretanto caberá a Federação Internacional de Halterofilismo (IWF) definir a punição e, junto ao COI, definir quem herdará a medalha de bronze. No dia 20 de agosto, o atleta mongol Chagnaadorj Usukhbayar, do levantamento de peso, testou positivo para testosterona, e foi desqualificado da Olimpíada, perdendo os resultados obtidos na categoria até 56 kg.

#### Doping russo
Em novembro de 2015, equipe de atletismo da Rússia foi provisoriamente suspensa de todas as competições internacionais de atletismo pela Associação Internacional de Federações de Atletismo (IAAF) após o "relatório McLaren", encomendado pela Agência Mundial Anti-Doping (WADA), concluir que havia um amplo programa de dopagem no país. Em 18 de julho de 2016, uma investigação independente encomendada pela WADA informou que Ministério dos Esportes e o Serviço Federal de Segurança da Rússia tinham operado um sistema "ditado pelo Estado" para implementar um amplo programa de doping e para encobrir amostras positivas. Com base na constatação o Comitê Olímpico Internacional (COI) pediu uma reunião de emergência para considerar o banimento da Rússia dos Jogos Olímpicos de Verão de 2016. O COI decidiu contra a proibição da participação da Rússia e, em vez disto, decidiu estabelecer requisitos adicionais e mais rigorosos para todos os participantes russos entrarem nos Jogos. Em 1 de agosto de 2016, dos 387 atletas declarados pela Rússia para a competição, pelo menos 117 foram removidos por causa de doping.

## Controvérsias

### Crise econômica e política

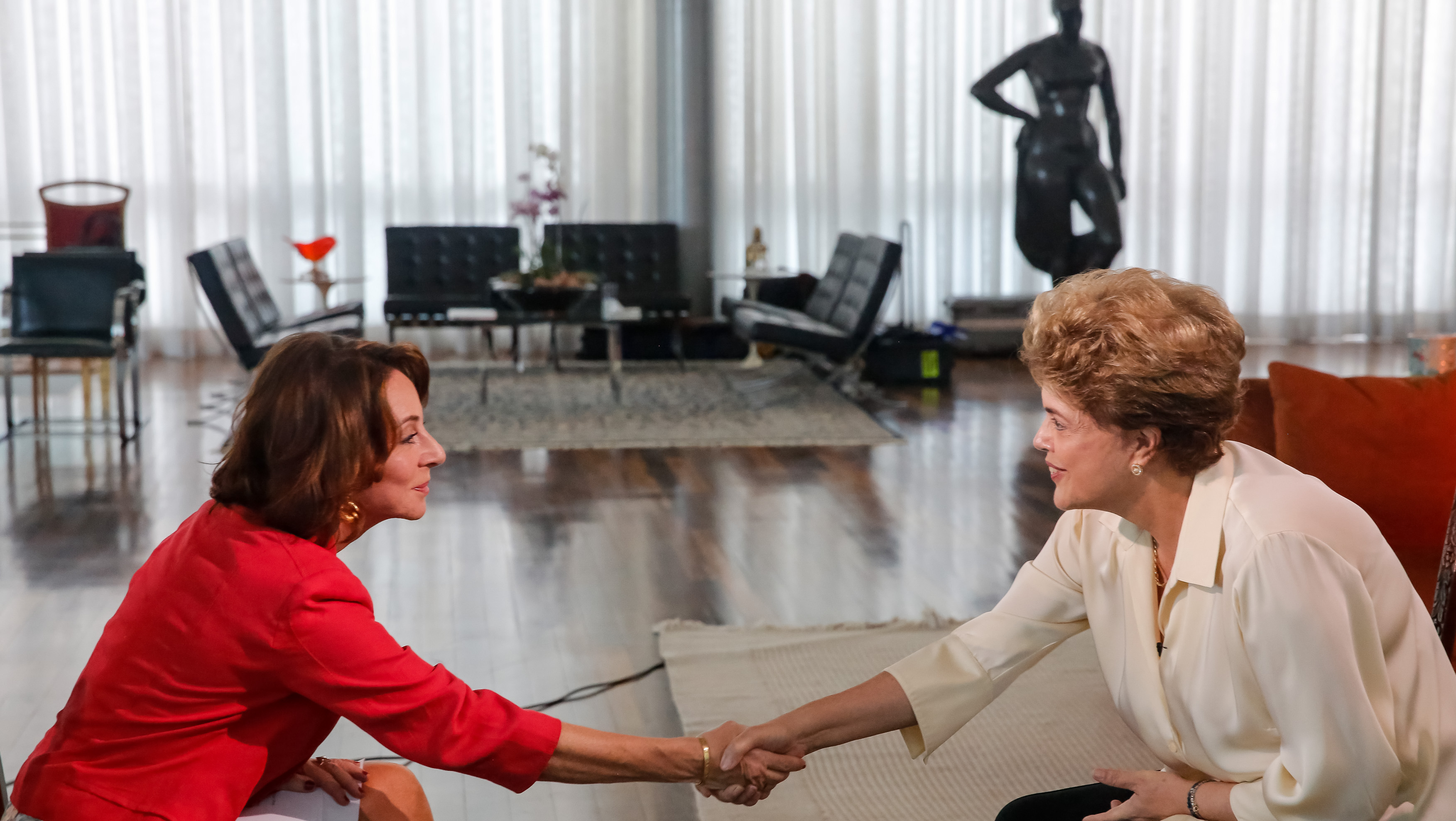
A presidente Dilma Rousseff, afastada do cargo, durante entrevista para a Al Jazeera no Palácio da Alvorada, em 1 de junho de 2016.

Em 2014, a Operação Lava Jato, maior investigação da história da Polícia Federal do Brasil, descobriu a um esquema de lavagem de dinheiro sem precedentes e de corrupção na empresa estatal de petróleo Petrobras. No início de 2015, uma série de protestos contra a corrupção se iniciou no país, desencadeado por revelações de que numerosos políticos estavam envolvidos no caso Petrobras, resultando em manifestações massivas em todo o país, envolvendo milhões de manifestantes, tanto anti e pró-Rousseff.
Ao mesmo tempo, o durante os jogos o Brasil estava enfrentando uma de suas piores recessões, levantando questões sobre se o país estava adequadamente preparado para os Jogos em meio a um contexto político e econômico tão volátil. Em 12 de maio, a presidente Dilma Rousseff foi destituída de seu cargo por 180 dias após uma votação de impeachment no Senado Federal. Seu vice-presidente, Michel Temer, foi o presidente interino durante os Jogos.

### Problemas ambientais

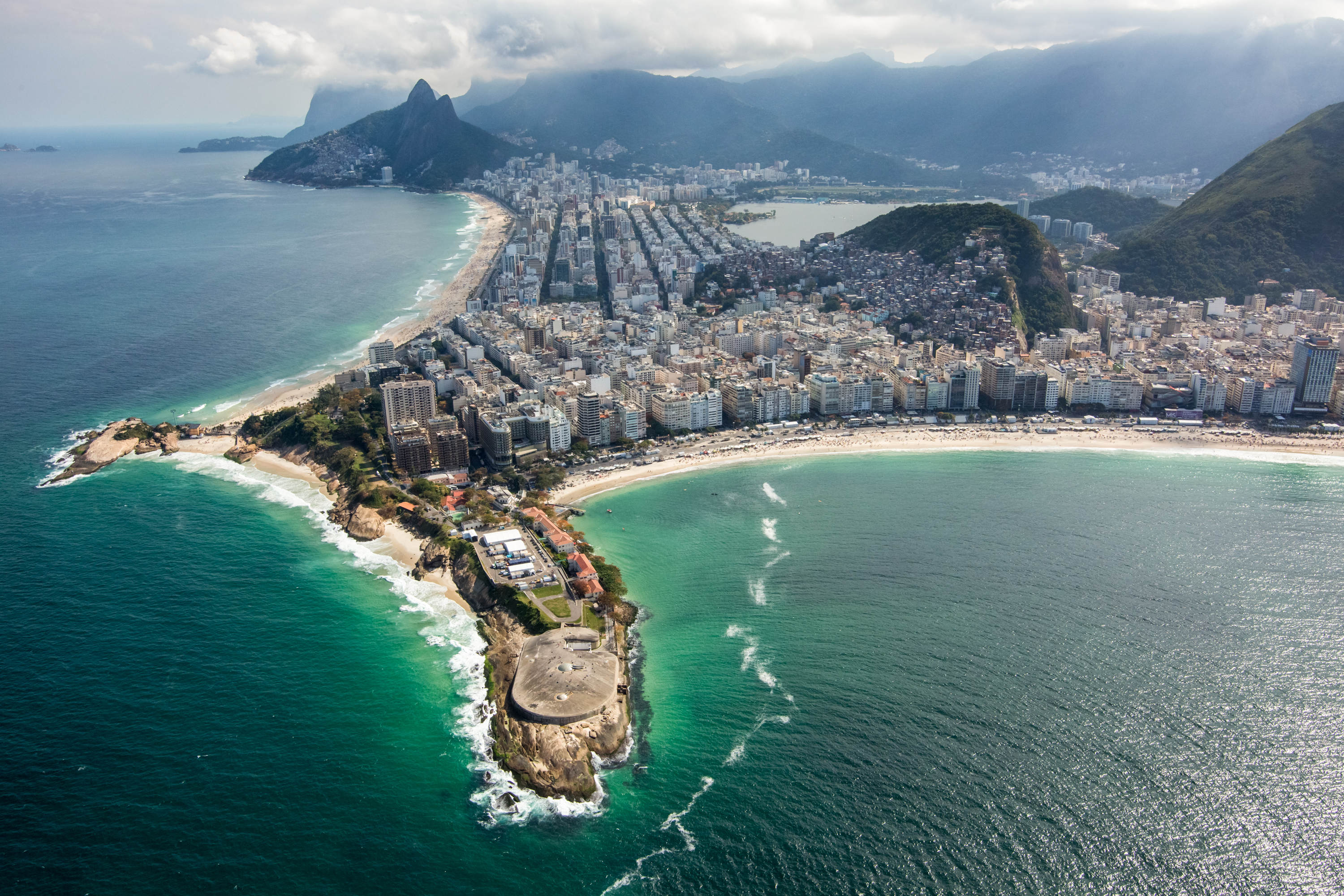
Forte de Copacabana, que recebeu as competições de ciclismo, maratona aquática e triatlo

Quase 1 400 atletas velejaram nas águas da Marina da Glória na Baía de Guanabara, nadando na praia de Copacabana e praticando canoagem e remo nas águas insalubres da Lagoa Rodrigo de Freitas. Em julho de 2015 a agência de notícias Associated Press encomendou quatro rodadas de testes da qualidade da água em cada um desses locais de competições, e também na água que alcança a areia da praia de Ipanema, que é muito frequentada por turistas, mas onde não será realizado nenhum evento olímpico. Os resultados dos testes indicaram altas contagens de adenovírus, rotavírus, enterovírus e coliformes fecais em algumas amostras. Esses são vírus conhecidos por causar doenças estomacais, respiratórias e outras, incluindo diarreia aguda e vômitos, além de doenças cerebrais e cardíacas, que são mais graves, porém mais raras. As concentrações dos vírus foram aproximadamente as mesmas que são encontradas no esgoto puro. A Lagoa Rodrigo de Freitas, que foi declarada segura para remadores e canoístas, apresentou as águas mais poluídas dos locais de competições, com resultados que variam de 14 milhões de adenovírus por litro no extremo inferior a 1,7 bilhão por litro no extremo superior.

### Direitos humanos
Segundo a Anistia Internacional, depois que o Rio foi escolhido para sediar os Jogos, mais de 22 mil famílias foram desalojadas, segundo dados apresentados pela Prefeitura do Rio de Janeiro, sendo que a Vila Autódromo se tornou o caso mais emblemático. As remoções causam enorme impacto social, principalmente entre as crianças, quando elas ocorrem sem o devido encaminhamento e indenizações. No entanto, violações de direitos humanos ligadas a grandes eventos esportivos não são um fato isolado no Brasil, mas mais um exemplo de que grandes eventos esportivos realizados em países com histórico grave de abusos tendem a exacerbar violações que já ocorrem, como foi em Pequim 2008, Sóchi 2014, além dos Jogos Europeus de 2015 realizados em Baku, no Azerbaijão e a Copa do Mundo FIFA de 2022, a ser realizada no Catar. O sociólogo britânico David Goldblatt , autor de The Games: A Global History of the Olympics ("Os Jogos: Uma História Global das Olimpíadas", em tradução livre), também lembra que mais de 800 mil pessoas foram alvo de remoções forçadas antes dos Jogos Olímpicos de Verão de 1988, realizados em Seul, na Coreia do Sul.

### Segurança

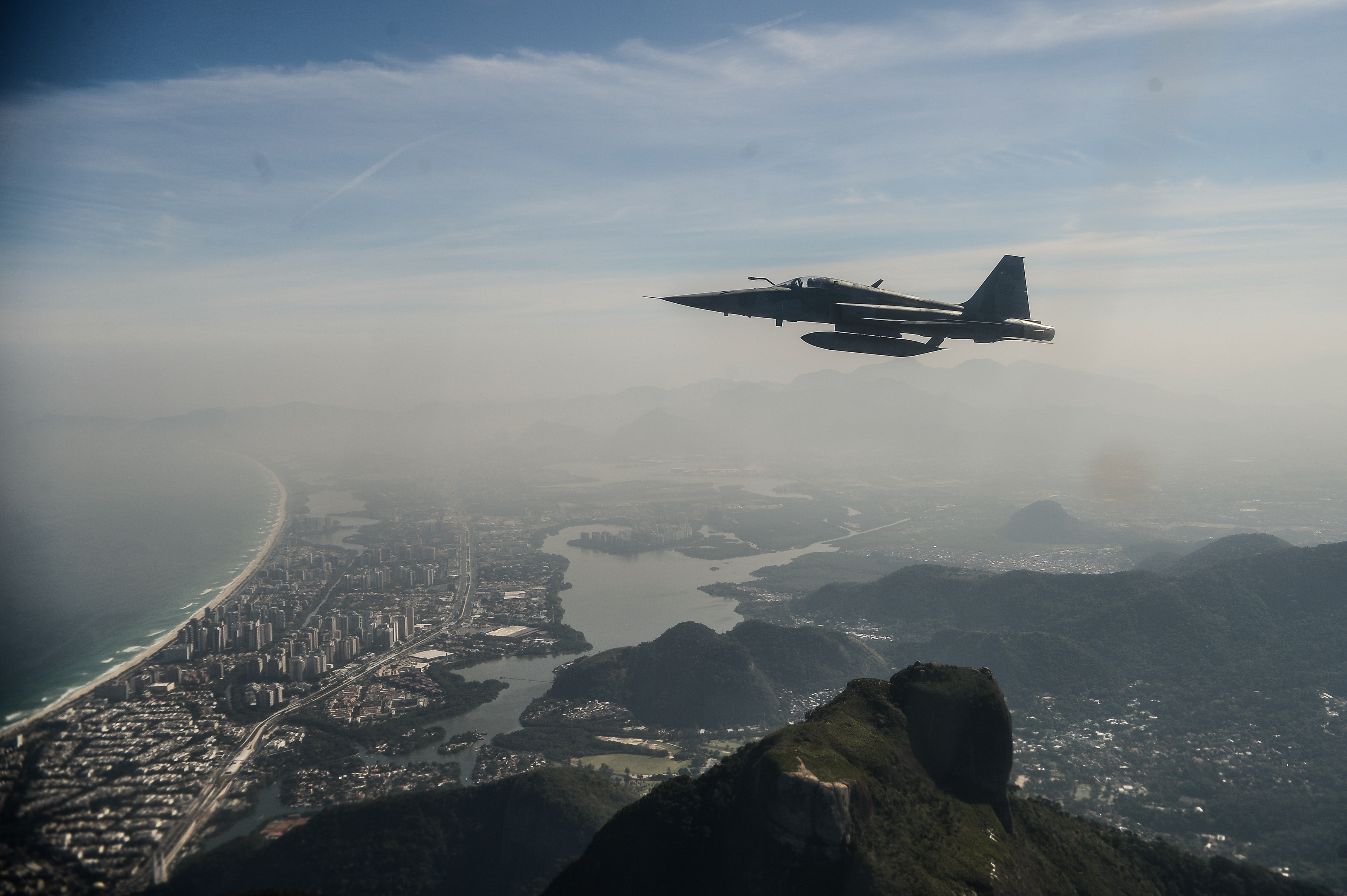
Caça F-5EM Tiger II da Força Aérea Brasileira durante um treinamento de interceptação aérea para os Jogos

Desde a concessão das Olimpíadas de 2016 ao Rio de Janeiro, os problemas de criminalidade da cidade receberam mais atenção. Em 2010, um helicóptero da polícia militar foi abatido em uma favela carioca durante uma das muitas guerras contra o narcotráfico na cidade e o piloto foi morto no incidente. O prefeito do Rio admitiu que existem "grandes problemas" enfrentados pela cidade, mas garantiu a segurança do evento. No entanto, ele também disse que tais preocupações e questões foram apresentados ao COI durante todo o processo de candidatura. As estimativas eram de que cinco mil homens da Força Nacional de Segurança Pública e 22 mil oficiais das Forças Armadas (14,8 mil do Exército, 5,9 mil da Marinha e 1,3 mil da Aeronáutica), além do contingente fixo do Rio de Janeiro, atuassem durante os Jogos Olímpicos. A Anistia Internacional aponta ainda que no Rio, em 2015, um em cada cinco assassinatos foi cometido pela polícia, sendo que as vítimas são, em sua maioria, jovens negros moradores de favelas e periferias.
Devido aos atentados ocorridos alguns meses antes em países europeus, mais especificamente na França e na Bélgica, e ao maior número de adesões de brasileiros à ideologia do Estado Islâmico, em abril de 2016 a Agência Brasileira de Inteligência (ABIN) elevou o grau de risco de ataque do Estado Islâmico durante as Olimpíadas. No dia 21 de julho de 2016, a Polícia Federal deflagrou a Operação Hashtag onde foram presas 12 pessoas, supostamente militantes de uma célula do Estado Islâmico no Brasil. Esse grupo vinha sendo monitorado em redes sociais, sobretudo via Facebook e Twitter, e por aplicativos de troca de mensagens como o Telegram, e foram presos acusados de planejar um atentado terrorista durante a Olimpíada.

### Epidemia de zika

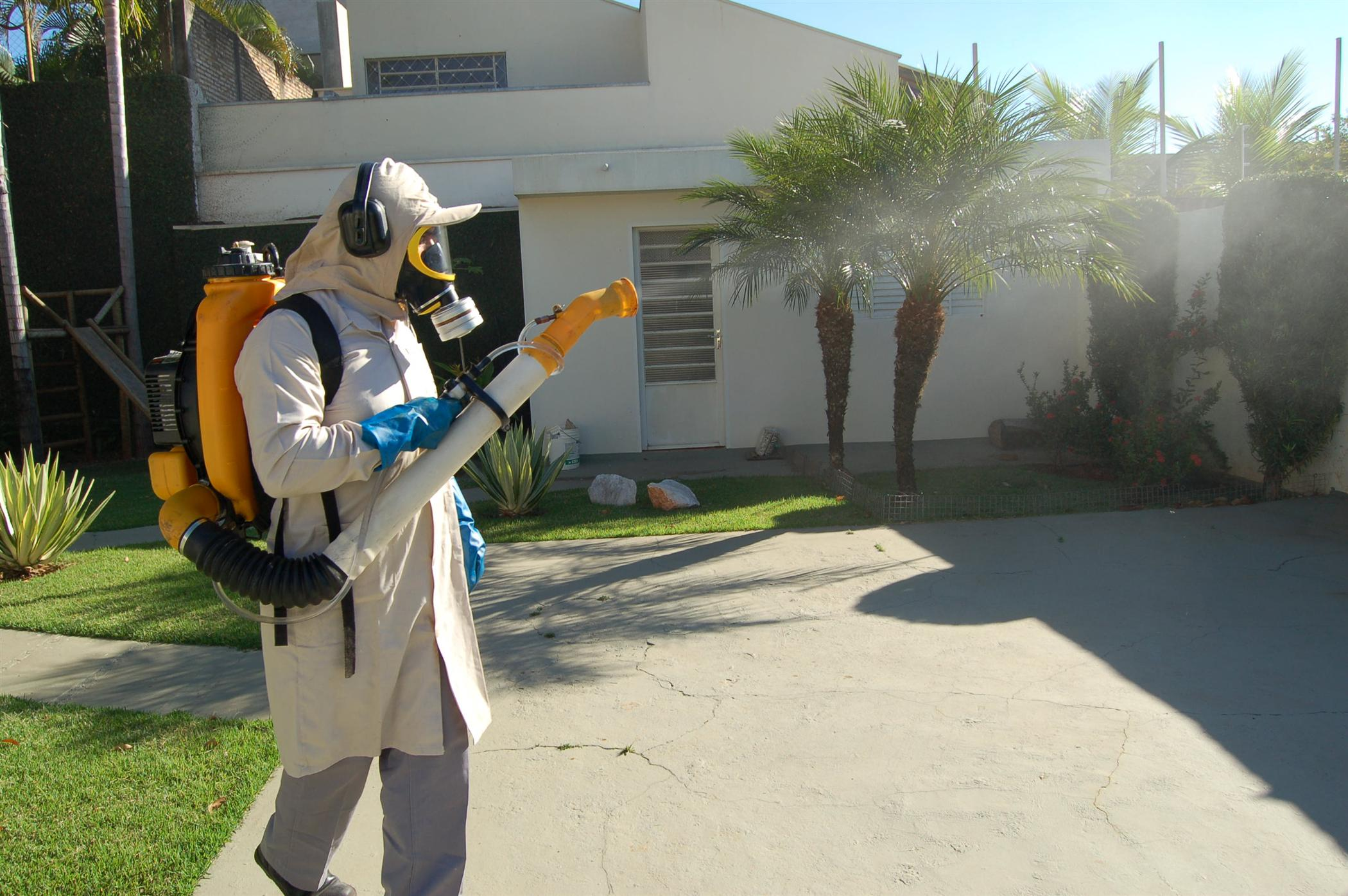
Agente de Combate às Endemias do município de Votuporanga, São Paulo, desinsetizando uma residência.

Um surto do vírus Zika levantou temores sobre seu potencial impacto sobre os atletas e visitantes. Foram feitas inspeções diárias de locais olímpicos para evitar poças de água parada onde o mosquito condutor do vírus Aedes aegypti se reproduz. A epidemia do vírus Zika também foi atribuída ao tratamento de esgoto ineficiente na cidade.
Em maio de 2016, um grupo de 150 médicos e cientistas enviaram uma carta aberta à Organização Mundial de Saúde (OMS) convidando-a ter "uma discussão aberta e transparente sobre os riscos da realização do Jogos Olímpicos como planejados no Brasil". A OMS, no entanto, rejeitou o pedido, afirmando que "cancelar ou alterar o local dos Jogos Olímpicos de 2016 não iria alterar significativamente a propagação internacional do vírus Zika" e que não havia "nenhuma justificativa de saúde pública" para adiar o evento.

## Legado

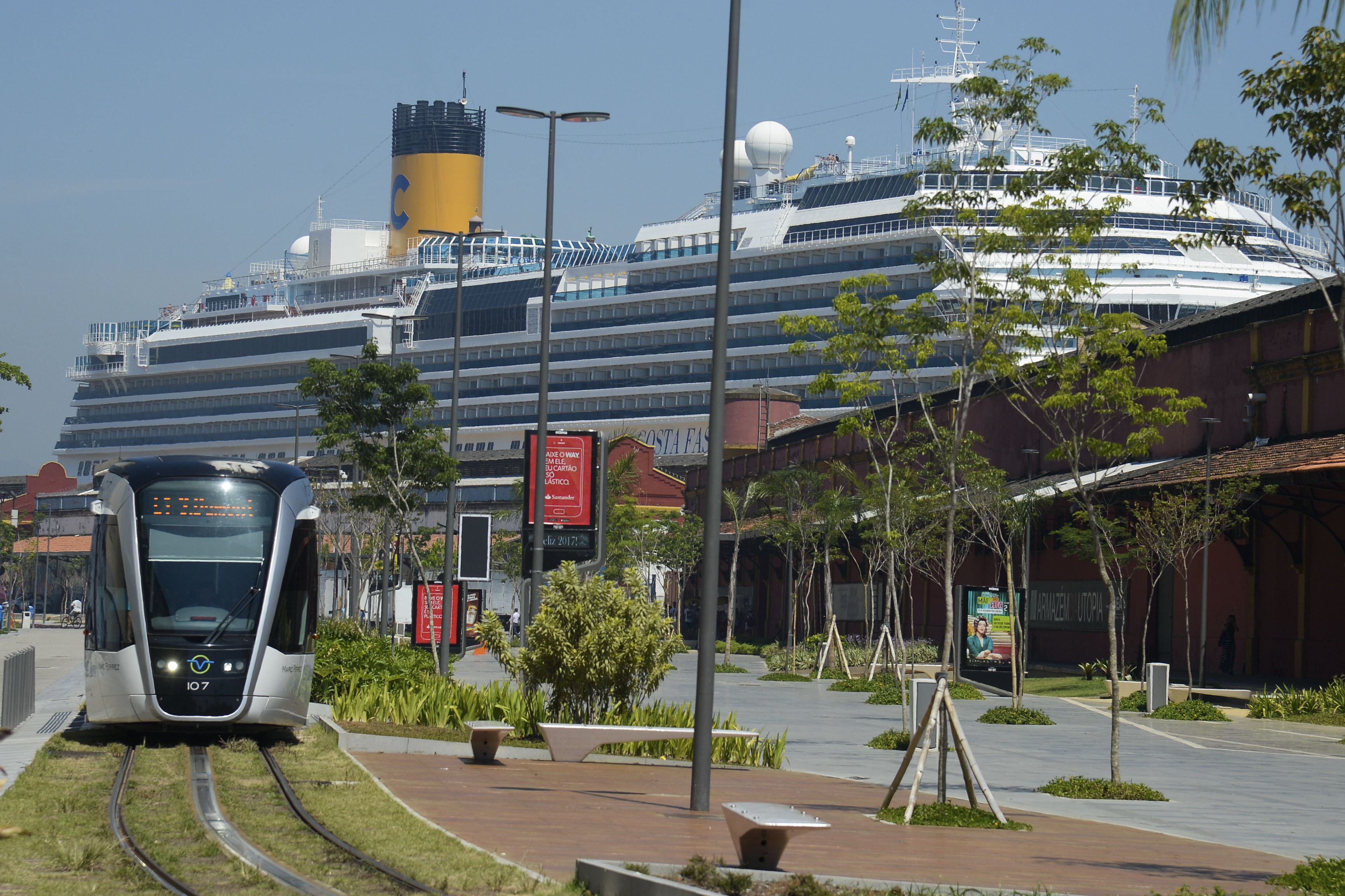
O projeto Porto Maravilha revitalizou a zona portuária da cidade. Na imagem, a Orla Conde.

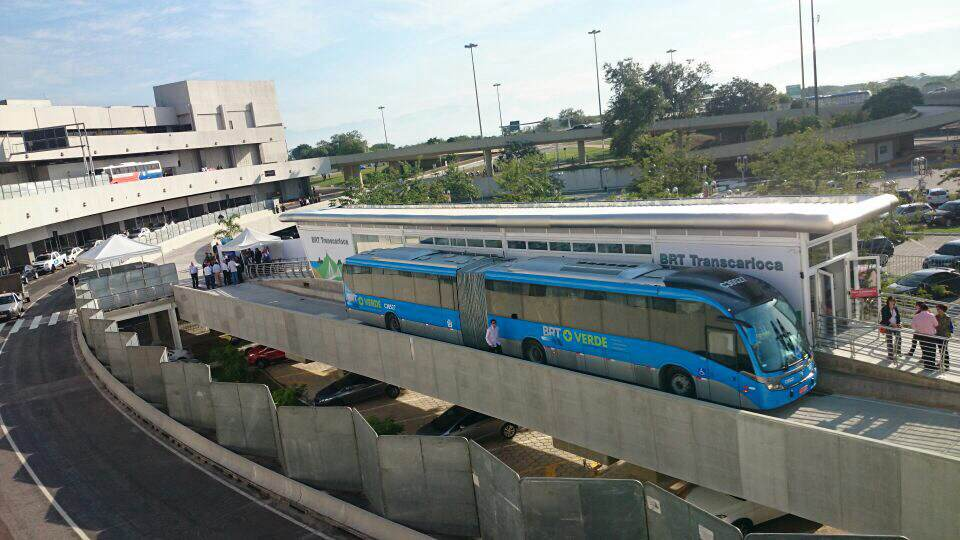
Um ônibus do sistema BRT do Rio de Janeiro na estação do Aeroporto Tom Jobim, um dos legados das Olimpíadas de 2016.

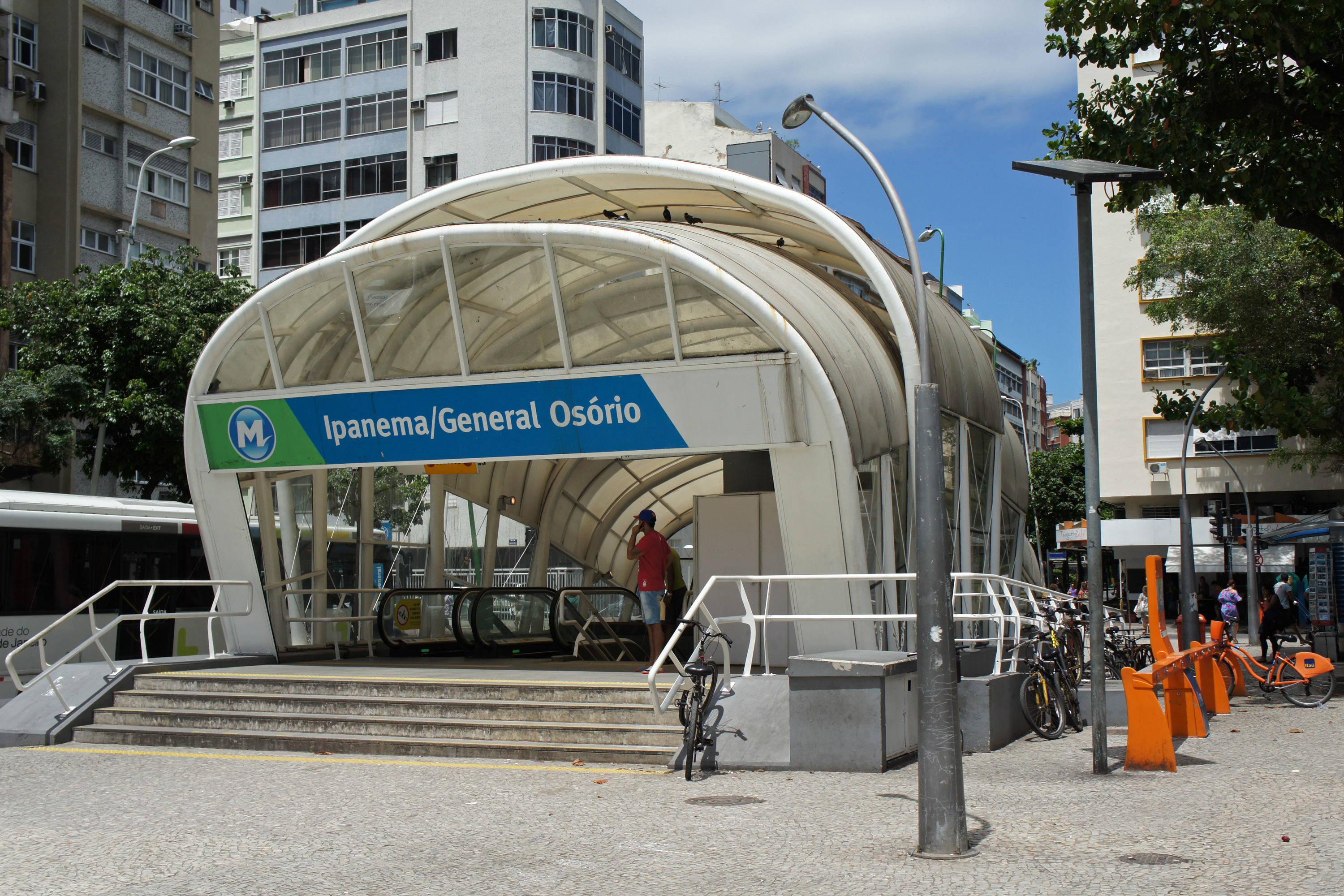
Estação Ipanema/General Osório, a estação é a que liga a Linha 1 a Linha 4 do Metrô do Rio, essa última inaugurada para as Olimpíadas na cidade.

De acordo com estudo do Centro de Políticas Sociais da Fundação Getúlio Vargas (FGV Social), coordenado pelo seu diretor, o economista Marcelo Neri, e divulgado na semana da cerimônia de abertura dos Jogos, os indicadores econômicos e sociais evoluíram melhor no município do Rio de Janeiro do que no resto do estado ou do Brasil, desde que a cidade foi escolhida como sede dos Jogos de 2016. Das 27 capitais e nove regiões metropolitanas pesquisadas, foi no Rio que a renda individual do trabalho mais cresceu desde 2013. Entre 2008 e 2016, a renda per capita cresceu 30% na cidade contra 18% nos outros municípios do Grande Rio. A desigualdade também nunca esteve tão baixa na cidade na série histórica e não piorou mesmo com a crise econômica do país e do governo do estado. Com base em dados do IBGE, a pesquisa também comparou a evolução nos períodos pré e pós anúncio da Olimpíada em 38 indicadores de 7 áreas: habitação, educação, trabalho, transporte, inclusão digital, serviços públicos e desenvolvimento social. A cidade do Rio de Janeiro historicamente evoluiu muito pior do que os demais municípios do estado em todos os indicadores comparáveis entre 1970 e 2012, mas no período pós escolha como sede, a cidade melhorou mais do que a média na maioria dos números. Entre 2008 e 2016, por exemplo, a pobreza (considerando renda de 206 reais ao mês) caiu de 5,71% para 2% da população da cidade e os anos de estudo foram de 7,91 para 8,67 anos. Um estudo divulgado pela FGV em 2024 estimou que a cidade faturou 99 bilhões de reais em VBP (valor bruto da produção), criou 65,4 mil empregos e arrecadou 5,3 bilhões de reais em impostos durante o evento.
No entanto, dois retrocessos foram verificados: o tempo médio de viagem entre a casa e o trabalho aumentou de 41,4 para 46,8 minutos e as horas perdidas no transporte, comparadas com o salário médio, foram de 17 reais para 42 reais por semana. Ambos os índices são enquadrados na área de mobilidade urbana, um dos mais incensados como legado dos Jogos, mas os dados foram levantados antes da abertura dos corredores BRT e de uma nova linha do metrô. Os índices no agregado também não englobam o efeito pontual de fenômenos relacionados aos Jogos como as remoções forçadas, a segregação urbanística, brutalidade policial e corrupção (ver acima).
Em uma pesquisa realizada pela Kantar Consultoria antes do início dos Jogos Olímpicos, 44 por cento dos entrevistados disseram acreditar na possibilidade de um legado positivo da Olimpíada no Rio de Janeiro. Entre as principais expectativas para o futuro, estavam o reaproveitamento das estruturas olímpicas (62 por cento), a disseminação da cultura nacional (46 por cento) e a ampliação e melhoria dos aeroportos cariocas, como o Galeão (45 por cento) e o Santos Dumont (32 por cento). Em uma pesquisa com arquitetos e urbanistas, a mesma consultoria percebeu que um bom legado, na visão desses profissionais, seria a requalificação das áreas e um incentivo a um novo tipo de ocupação, além da transformação da mobilidade urbana. No entanto, arquitetos e urbanistas estavam bastante conscientes de que essas mudanças positivas só serão percebidas no médio e longo prazo, pois existe uma adaptação social e econômica nos locais e na cidade como um todo, o que tradicionalmente demora a acontecer.
Um ano após os Jogos, o sucessor de Eduardo Paes como prefeito do Rio, Marcelo Crivella, descartou muitos dos planos para os locais de competição dos Jogos, como a desmontagem do Estádio Aquático e da Arena Carioca. Crivella apontou os Jogos Olímpicos como o maior responsável pela crise financeira da cidade. Paes rebateu a declaração afirmando que "não se contraiu um real de dívida pelos Jogos Olímpicos".
No início de 2018 as estruturas de canoagem slalom no bairro de Deodoro foram transferidas para a Confederação Brasileira de Canoagem (CBCa) por meio de uma parceria entre a entidade, o Comitê Olímpico do Brasil e a prefeitura. Alguns meses depois foi anunciado que a gestão do restante do parque foi transferida para o Serviço Social do Comércio (SESC) e o Serviço Nacional de Aprendizagem Comercial (SENAC).